# ユゲデール王国
ユゲデール王国（ユゲデールおうこく）は、『天才てれびくんMAX』の2005年度および2006年度に登場する架空の宇宙船。
『天才てれびくんMAX』2005年度および2006年度の番組詳細についても本項で解説する。

## 概要
惑星D51では蒸気機関の技術が著しく発達しており、全ての動力源に蒸気を活用し、豊かな文明を築き上げていた。しかし巨大な彗星の接近が観測され、悩みに悩んだ末に当時の人々は惑星D51からの脱出を決意する。科学者達は都市型の宇宙船を製造し、全住民の脱出を成功させる。宇宙船は「ユゲデール（Yugeder）」と名付けられ、新天地を求めた放浪の旅が始まる。
2005年度の物語では地球の環境が惑星D51に似ているとされ、移住に向けてスチームナイツとジョーキマホーンズが心と体を磨き合うよう王家に言い渡される。番組内の各コーナーはその修行の内の一つと扱われている。2006年度は前年度の500年後と位置づけられ、膨大な時間が流れゆくうちに新天地の探求は忘れ去られたという設定になった。コントロールルームに謎の隕石が衝突したことで新たな物語が展開される。

## 施設
船上には城や街が造られている。森や砂漠など自然の存在も見られる。2006年度では500年の間に改造されたのか外見が変化している。
2005年度
- ボイラー広場 - ユゲデールの街の中心にある広場。
- 「勝手議会」議事堂 - 勝手に法律を制定している大会議場。
- お笑いゆ〜げん会社 - 笑いのセンスで昇進が決まる会社。
- ユゲデールマガジン編集部 - ユゲデールの人気雑誌「週刊ユゲデールマガジン」の編集部。
- スチームナイツのとりで - スチームナイツのメンバーが住む要塞。
- ジョーキマホーンズのアジト - ジョーキマホーンズのメンバーが住む小屋。
- ロッテンブーロ遺跡 - 知力を鍛える場として活用されている。
- キタエーロの森 - 体力を鍛えることが出来る。
- モジリ兄の砂漠 - 知力と体力を同時に鍛える場。
- ユゲデランド - 遊園地。
- 戦士が眠る丘 - ユゲデール歴代の戦士のお墓。

2006年度
- ボイラー広場 - ユゲデールの街の中心にある広場。
- 王家の塔 - おんつ8世、みみぃ、びびん★が住んでいる3つの塔。
- 王立D51競技場- スチームナイツとジョーキマホーンズが旅先で獲得した宝の所有権を賭けて対決する場。
- 地球未来研究所 - 地球に住む子ども達のために平和な未来を研究する施設。
- 「勝手議会」議事堂 - 勝手に法律を制定している大会議場。
- ユゲデールマガジン編集部 - ユゲデールの人気雑誌「週刊ユゲデールマガジン」の編集部。
- 天てれ塾 - 知恵を磨くために設立された塾。
- スチームナイツのとりで - スチームナイツのメンバーが住む古城。
- ジョーキマホーンズのアジト - ジョーキマホーンズのメンバーが住む基地。
- ユゲデガーデン- 庭園。

## 王家
君主国でありユゲデールの全権は国王に委ねられている。
- 王様 - 2005年度のユゲデール国王。本名不明。実はD51に一人残り、星の壊滅と共に死亡したことが判明。
- おんつくん - 2005年度のユゲデール大臣。ゲームコーナーの際に姿を変えることがあり、「全身書道塾」では木の姿に、「もじもじ宅配便」では辞書の体に眼鏡をかけた姿になる。後に国王に就任。
- おんつ8世 - 2006年度のユゲデール国王。前述のおんつくんの仍孫にあたる。
- みみぃ - おんつ8世の妹。
- びびん★ - おんつ8世の弟。

## スチームナイツ
ユゲデールの平和を守る正義の騎士団。英語表記はSteam Knights。使命は騎士道精神に則り王様の命令に応えること。
禁断の魔術である黒ジョーキ魔法を駆使し、ユゲデール征服を企むゴルゴ一世に対抗すべく、レッド一世が優秀な騎士を集めて徒党を組んだのが結成の発端である（それでも黒ジョーキの力には勝つことは出来なかった）。一連の騒動が解決した後は、国王直属の騎士団としてユゲデールの平和を守るため活動し続ける事となった。普段は「スチームナイツのとりで」を拠点とし、剣術の修行に励んでいる。魔術師軍団・ジョーキマホーンズとは数百年前からライバル同士の関係にある。
ユニフォームは2005年度は騎士、2006年度は侍のイメージで作られているが、例外が多く見られる。ちなみに、2005年度は洋風、2006年度は和風のユニフォームが基調となっている。
一度、レッド長官含めた一部のメンバーが黒ジョーキ魔法により精神を支配され、チーム全滅の危機に晒されたことがあったが、残っていた見習い剣士・木村遼希とジョーキマホーンズの見習い魔術師・木内梨生奈の手によって救われた。これはユゲデール王国滅亡の危機をも救った偉業であったが、事件解決後みな精神が解放されたばかりの状態で記憶が曖昧になっていたため、その後のユゲデールの歴史に記される事はなかった。

### 剣術
騎士団ではあるが、剣を使用するのはドラマコーナー「ユゲデール物語」のみ。全体を通して非常に少ないと言える。
ちなみに戦士同士の練習ではスポーツチャンバラ用の剣を使用。
ユゲデール物語〜歴史編〜
バーンズ勇気と髙橋郁哉によるチャンバラ稽古。
ユゲデール物語〜ニセ王と伝説のヤカン〜
篠原愛実が『サーベル』で魔物ナメラを切り裂く（正確には剣から放たれた衝撃波らしきもので）。
使われなかったがこの時は浅野優梨愛も『エペ』を帯剣していた。
ユゲデール物語2〜黒ジョーキ魔法を打ち破れ〜
木村遼希と浅野優梨愛によるチャンバラ稽古。
木村遼希がゴルゴ一世の亡霊を「戦士が眠る墓」に落ちていた短剣で封印する。
ユゲデール物語最終章〜王の秘密〜
レッド長官と髙橋郁哉によるチャンバラ稽古。
篠原愛実が黒き破壊者・空牙にサーベルで斬りかかる。
2006年度は「新ユゲデール物語」が隔週で放送されるため、剣の使用シーンが大幅に増量している。
また剣の種類も昨年度とは異なり、日本刀スタイルが主なものとなっている。
新たなる旅立ち
一木有海が永島謙二郎と対決。
バーンズ勇気が橋本甜歌と対決。
バーンズ勇気と千葉一磨による稽古。
バーンズ勇気が宇宙アメーバを一刀両断。
惑星マッカナーXXX
篠原愛実がホテルの部屋にいるハエを剣で追い払う。
惑星ワガマーマ
篠原愛実がハッスル忍者タジリに斬りかかる。
最終章〜宇宙に未来の願いを〜
木内江莉と大木梓彩が0:5:10（マコト）に斬りかかる。
剣術以外の格技で戦う事もあり、先祖がジョーキマホーンズの一員であった一木有海は「新たなる旅立ち」において剣からビーム（このビームが魔法なのか『氣のようなもの』かは不明である）を発射している。「最終章〜宇宙に未来の願いを〜」では加藤ジーナが拳による武道で戦闘を行った。

### メンバー
2005年度
- レッド長官（レッド吉田） - スチームナイツのリーダー。自称「騎士の中の騎士」。黒ジョーキ魔法に洗脳された。
- 前田公輝 - メンバーのまとめ役。口は悪いが根は優しく、女子メンバーに慕われている。
- 飯田里穂 - 優しい性格の持ち主だが、気弱なおんつくんを痛烈に叱った事がある。
- バーンズ勇気 - 網で物を捕獲するのが得意。
- 篠原愛実 - 短気だが正義感は誰よりも強い。ジョーキマホーンズの望には基本冷たく接する。
- 髙橋郁哉 - 怖がりな性格。稽古中に不意打ちを行いレッド長官の怒りを買ったこともある。
- 木内江莉 - 隕石の落下を知らせるも、既に手遅れだった。
- 木村遼希 - 見習い剣士。
- 浅野優梨愛 - 公輝を慕っている。気が強く、自分の力しか信じていない。ジョーキマホーンズの望には冷たい。黒ジョーキ魔法に洗脳された。
- 近藤エマ - 公輝を慕っている。
- 藤本七海 - 関西弁で喋る。公輝を慕っている。
- 藤田ライアン - おっちょこちょいなトラブルメーカー。黒ジョーキ魔法に洗脳された。

2006年度
- レッド司令（レッド吉田） - スチームナイツのリーダー。正義感は強いが、どこか抜けているところがあり、周りからはあまり頼りにされてはいない。
- バーンズ勇気 - 剣術は優れているが、弱気で優柔不断。面倒臭い事は考えない、余計な事は悩まない、出来ない事はしないがモットー。
- 篠原愛実 - メンバーのまとめ役。姉御肌で怒ると怖い。羅夢の態度には手を焼いている。常識人だが、天然ボケな一面もある。
- 髙橋郁哉 - 救護係。終盤では、ナンバーズの秘密惑星にて樹音と行動。そこで裕太と合流し、あきらめがちな彼を励ます。
- 木内江莉 - 女子一輪車部のまとめ役。救護係。
- 大木梓彩 - 救護係。ジーナとは仲がいい。
- 千秋レイシー - トラブルメーカー。餃子が大好物。ジョーキマホーンズの洸太とは兄弟の関係にある。
- 一木有海 - 剣術と魔術を融合させた独自の戦法を取る。救護係。
- 藤本七海 - 関西弁で喋る。勇気を慕っている。
- 小関裕太 - ユゲデールに衝突した隕石の中から現れた謎の少年。謙虚で控え目な性格。
- 千葉一磨 - 勇気を慕っている。スチームナイツ一の剣職人で、彼の作った「クローン剣」で石版の偽物を作り出した。ちなみに彼が作ったクローン剣は自身も参加したゲームバトルで勝利したジョーキマホーンズの所有物になった。
- 細田羅夢 - ユゲデールの操縦担当。運転が粗い。普段はぶりっ子な態度をとることが多いが、それは愛実によると猫を被っているようで、ハンドルを握ったり不満なことがあったりすると、たちまち不良のような性格に変わる。ナンバーズの三六九（ミロク）とはキャラが被っているためか仲が悪い。裕太に好意を持っている様子もある。
- 加藤ジーナ - 格闘術に長ける。救護係。梓彩とは仲がいい。

### グループ
2005年度のみ。
- |Our Treasures（前田公輝・飯田里穂・バーンズ勇気・木内江莉）
- スチームナイツ・サッソウ（飯田里穂・バーンズ勇気・木村遼希）
- スチームナイツ・トオボエ（髙橋郁哉・近藤エマ・藤田ライアン）
- スチームナイツ・ザッソウ（前田公輝・篠原愛実・浅野優梨愛）
- 恋の伝道師（篠原愛実・近藤エマ・浅野優梨愛）
- 公輝先輩親衛隊（近藤エマ・浅野優梨愛・藤本七海）
- どこでもピラミッド隊（髙橋郁哉・木村遼希・藤田ライアン）
- 普通チーム（レッド長官・木村遼希・浅野優梨愛）
- グリーンチーム（レッド長官・バーンズ勇気・藤本七海）
- 凸凹チーム（篠原愛実・髙橋郁哉）
- 丸チーム（髙橋郁哉・木内江莉）
- 真っ白チーム（レッド長官・木村遼希・藤田ライアン）
- 三角チーム（篠原愛実・藤田ライアン）

## ジョーキマホーンズ
ユゲデールで魔法の修行をしている魔術師軍団。英語表記はJokey Mahorns。王様の命令に応えて褒美を頂くことを最大の目的としている。
王様の力（実際の王様は死亡しているため、矛盾が生じている）で前述の黒ジョーキ魔法から解放されたゴルゴ一世と仲間が、今後は人を守る白ジョーキ魔法のみを使用すると宣言し、王様の力になるうえでスチームナイツに負けまいと魔法のレベルを高め合ったのが結成の発端である。普段は「ジョーキマホーンズのアジト」を拠点とし、魔術の修行に励んでいる。ユニフォームは魔法使いのイメージで、2005年度は西洋風の黒色、2006年度はインド風の緑色が基調とされたデザイン。ただし例外がいくつか存在する。例えば、2006年度の永島謙二郎と伊倉愛美は和風、洸太レイシーと藤田ライアンは洋風の黒衣がユニフォームとなっている。

### 魔術
魔術師の集団ではあるが、魔法を使用するのはドラマコーナー「ユゲデール物語」のみ。また、実際に魔術を使っている描写は少なく、インチキで誤魔化している場合もある。
ユゲデール物語〜歴史編〜
洸太レイシーがド・ランクザン望に対し「移動の術」をかけ、1マイクロメートル移動させたと言い張る（インチキ）。
ユゲデール物語〜ニセ王と伝説のヤカン〜
ゴルゴ男爵が煙と共に瞬間移動で登場。
一木有海が召喚術を使用。
ユゲデール物語2〜黒ジョーキ魔法を打ち破れ〜
ゴルゴ男爵らが煙と共に瞬間移動で登場。
千秋レイシーが生身の状態で黒ジョーキ魔法を唱える。
木内梨生奈が黒ジョーキ魔法を逆さまに唱えてゴルゴ一世の封印に成功。
ユゲデール物語最終章〜王の秘密〜
ゴルゴ男爵が目の錯覚でペンが曲がったように見える現象を「魔術で曲げた」と言い張る（インチキ）。
村田ちひろが魔力で拳を強化する。
ド・ランクザン望が床から巨大なバネを出現させている。何かのスイッチを押して仕掛け罠を作動させたようにも見える（しかし篠原愛実と逃走中に上手い具合に敵が罠の位置にいるとも考えにくく、画面上では罠なのか魔法なのか分かりにくい）。
2006年度は「新ユゲデール物語」が隔週で放送されるため、魔法の使用シーンが大幅に増量している。また500年という時が経ったことで、魔術のレベルも上がった模様である。
新たなる旅立ち
永島謙二郎が宙を浮く。
永島謙二郎が宇宙アメーバに蒸気魔法「カミナリ落とし」で雷を浴びせる。
木村遼希が宇宙アメーバの前に蒸気魔法「ひとりトンズラ」で湯気を出してその隙に逃げる。
惑星ワガマーマ
木内梨生奈が蒸気魔法「カナダ・ラーイ」で上空に金ダライを出現させる。
惑星ウリハッド
木内梨生奈と笠原拓巳が「カミナリ落とし」を使用。
最終章〜宇宙に未来の願いを〜
橋本甜歌が「縦縞が横縞に」を披露（インチキ）。
木村遼希が「指瞬間移動」を披露（インチキ）。
日向滉一が「カミナリ落とし」を使用。
笠原拓巳が蒸気魔法「火の玉」で両手から火球を放つ。
永島謙二郎、伊倉愛美、細川藍、藤田ライアンが蒸気魔法「オトシ・アーナ」でおんつ八世が設置した落とし穴を開く。

### メンバー
2005年度
- ゴルゴ男爵（ゴルゴ松本） - ジョーキマホーンズのリーダー。自称「天才魔術師」。王様の座を狙っている。黒ジョーキ魔法に洗脳された。
- ド・ランクザン望 - スチームナイツの愛実に恋心を抱いているが、相手にされないことが多い。蒸気石の防衛戦にて爆風から愛実を庇い戦死してしまうが天国の女神（演：岩井七世）に手を出そうとして女神の怒りを買ってしまい、現世に戻され生き返った。
- 村田ちひろ - メンバーのまとめ役。肉弾戦が得意。
- 洸太レイシー - 錬金術の研究をしている。
- 永島謙二郎 - ゴルゴ男爵の腰巾着。
- 伊倉愛美
- 橋本甜歌 - 絵描き歌が趣味。
- 千秋レイシー - 洸太の弟。餃子が好物。黒ジョーキ魔法に洗脳されていなかったにもかかわらず、なぜかゴルゴ一世に歯向かうことなくユゲデール征服を手伝ってしまった。
- 一木有海 - チームで一番の魔術の使い手。魔術のプライドが高い。黒ジョーキ魔法に洗脳された。
- 木内梨生奈 - 見習い魔術師。上達が遅く、ゴルゴ男爵には落ちこぼれと評されている。
- 笠原拓巳 - 望を「おやびん」と呼び慕っている。
- 川﨑樹音 - バナナが好物。

2006年度
- ゴルゴ団長（ゴルゴ松本） - ジョーキマホーンズのリーダー。お金に釣られやすく少々自惚れ屋な面もあるが、やるときはやる男。
- 洸太レイシー - 惑星の調査担当。ユゲデールの航法（進行方向の算定）を担当し、また操縦士として羅夢が操縦ができない時のピンチヒッターだが、かなりの蛇行運転で乗り心地は彼女のそれよりひどい様子。メンバーの中では最年長だが何かと立場は低くユゲデールに置いてけぼりを食らったり最初に罠にはまって捕まったうえ全員に忘れられたこともある。スチームナイツの千秋は弟。
- 永島謙二郎 - ベテラン魔導師。よくライアンに突っ込みを入れる。
- 伊倉愛美 - 報告係。よくライアンに突っ込みを入れる。
- 橋本甜歌 - 終盤では、遼希、滉一と共に惑星ウリハッドへ調査に向かう。その後は、ナンバーズの秘密惑星でも同じメンバーで行動。ジョーキ魔法奥義『縦縞が横縞に』を使える。
- 木村遼希 - 初回で宇宙アメーバに襲撃された際、樹音と共に逃亡した。運動はやや苦手な模様。
- 日向滉一 - ジョーキマホーンズの中では比較的真面目な性格でインチキはしない。
- 木内梨生奈 - ジョーキマホーンズの石版収集メンバーの中で一番まともな人物。落ち込むエリーを気遣う同性としてよき友達。ジョーキ魔法奥義『カナ・ダ・ラーイ』の使い手でもある。
- 細川藍 - 新人魔術師。突っ込みを入れる事が多い。
- 渡邊エリー - ユゲデールに衝突した隕石の中から現れた謎の少女。拓巳に分かりやすい程の好意を持たれているが、まったく気づいてない。
- 笠原拓巳 - エリーに好意を持つ少年。一途で、彼女のこととなると考えるよりも先に行動に出てしまうが、エリー本人に気づかれずいつも空回りで終わってしまう。またゴルゴ団長にその気持ちを利用されることもある。
- 藤田ライアン - 少々呑気な性格のトラブルメーカーで自分の犯した間違いや失敗にイマイチ気づいていない。
- 川﨑樹音 - 終盤では、ナンバーズの秘密惑星にて郁哉と共に行動し、そこで裕太と合流する。機転のきくひらめき屋。

### グループ
2005年度のみ。
- tiny circus（ド・ランクザン望・村田ちひろ・橋本甜歌・木内梨生奈）
- ジョーキマホーンズ・ワルブル（ド・ランクザン望・笠原拓巳・川﨑樹音）
- ジョーキマホーンズ・マボロシ（洸太レイシー・千秋レイシー・一木有海）
- ジョーキマホーンズ・マッスル（村田ちひろ・永島謙二郎・伊倉愛美）
- ジョーキマホーンズ男子部（ド・ランクザン望・永島謙二郎・笠原拓巳）
- ジョーキマホーンズ女子部（村田ちひろ・橋本甜歌・伊倉愛美）
- 帽子チーム（ゴルゴ男爵・一木有海・笠原拓巳）
- 学者チーム（永島謙二郎・伊倉愛美）
- マッタリチーム（ゴルゴ男爵・橋本甜歌・笠原拓巳）
- 三角チーム（千秋レイシー・一木有海）
- ラッパチーム（洸太レイシー・永島謙二郎）
- ゴリラチーム（橋本甜歌・川﨑樹音）
- 単色チーム（橋本甜歌・千秋レイシー）
- 雑巾チーム（永島謙二郎・橋本甜歌）
- 遅刻チーム（笠原拓巳・川﨑樹音）
- 逆上がり塾生（ゴルゴ男爵（先生）・ド・ランクザン望・洸太レイシー・永島謙二郎・伊倉愛美・千秋レイシー・一木有海・笠原拓巳・川﨑樹音（先生））

## ユゲデール物語
2005年度の年間設定「ユゲデール」を舞台にしたドラマ。番組開始直後に放送され、アスペクト比は16:9（「ユゲデール物語〜ニセ王と伝説のヤカン〜」の2005年8月17日放送時と「ユゲデール物語〜歴史編」の2006年3月27日放送は4:3）。全編スタジオ撮影による実写・CG合成。脚本は亀田万寿夫。

### あらすじ
蒸気を全ての動力源とし独自の文明を発達させてきた惑星D51は、彗星の衝突から避けられない運命に陥ってしまう。科学者達は宇宙船都市の造型、並びに全住民の惑星脱出という過酷な試練の打破に成功。やがて宇宙船都市はユゲデールと名付けられ、新天地を求めながら広大な宇宙を旅し続けることとなる。
数百年後、新天地の最有力候補として地球がピックアップされる。来たる旅の終焉に備えるべく、ユゲデール王家は、ユゲデールの平和を守るために結成された騎士団・スチームナイツと、国王の褒美を頂くのを目的とする魔術師軍団・ジョーキマホーンズに対して、「ユゲデールの未来のために技と心を磨くべし」という指令を言い渡した。

### 出演者
スチームナイツ（Steam Knights）
- レッド長官（演：レッド吉田）
- 篠原愛実
- 髙橋郁哉
- 浅野優梨愛
- 藤田ライアン
- 木村遼希
- 前田公輝
- 飯田里穂
- バーンズ勇気
- 木内江莉
- 近藤エマ
- 藤本七海

ジョーキマホーンズ（Jokey Mahorns）
- ゴルゴ男爵（演：ゴルゴ松本）
- ド・ランクザン望
- 笠原拓巳
- 川﨑樹音
- 一木有海
- 千秋レイシー
- 木内梨生奈
- 村田ちひろ
- 洸太レイシー
- 永島謙二郎
- 伊倉愛美
- 橋本甜歌

その他
- おんつくん（声：堀本等）
- ロケット怪盗フカーワ（演：ふかわりょう）
- 堀江幸生
- 零（演：松田一輝）
- 空牙（演：アジアン・クーガー）
- 黒猫（演：アジアン・キャット）

### 放送日程
| サブタイトル                                  | 初回放送日                    |
| --------------------------------------------- | ----------------------------- |
| ユゲデール物語 〜歴史編〜                     | 2005年04月04日 2006年03月27日 |
| ユゲデール物語 〜ニセ王と伝説のヤカン〜       | 2005年05月30日                |
| ユゲデール物語 〜ニセ王と伝説のヤカン〜       | 2005年05月31日                |
| ユゲデール物語 〜ニセ王と伝説のヤカン〜       | 2005年06月01日                |
| ユゲデール物語II 〜黒ジョーキ魔法を打ち破れ〜 | 2005年09月12日                |
| ユゲデール物語II 〜黒ジョーキ魔法を打ち破れ〜 | 2005年09月13日                |
| ユゲデール物語II 〜黒ジョーキ魔法を打ち破れ〜 | 2005年09月14日                |
| ユゲデール物語最終章 〜王の秘密〜             | 2006年01月23日                |
| ユゲデール物語最終章 〜王の秘密〜             | 2006年01月24日                |
| ユゲデール物語最終章 〜王の秘密〜             | 2006年01月25日                |
| 〜そして、戦いは終わったけど!〜               | 2006年04月02日                |

### 備考
- 「ユゲデール物語〜歴史編〜」は2005年4月4日放送分と2006年3月27日放送分で、一部内容が異なる。
- 堀江幸生の出演は、2003年度に放送された「こちらHK学園笑芸部!」の映像を使い回したもの。
- 「ユゲデール物語最終章〜王の秘密〜」の再放送は第1話を2006年3月28日に放送したものの、3月29日・3月30日が高校野球の放送延長により中止となってしまった。第3話の再放送を予定していた3月30日には「ユゲデール物語〜そして、戦いは終わったけど!〜」という新作の特別編も共に放送する予定であった、またそれが次年度の基本設定に深く関わる内容であったため「天才てれびくんMAX 必見!ユゲデール王国衝撃の結末」と題して、4月2日（日）18時 - 18時25分にて異例の特別放送がなされた（正月特番時以外、海外は通常通り放送された）。

## 新ユゲデール物語
2006年度の年間設定「ユゲデール」を舞台にしたドラマ。2005年度に放送された「ユゲデール物語」の続編である。本放送奇数週のオープニングの後に放送される。
5週に1度ある総集編週の月・火曜日に1週ずつまとめて再放送されるというのが基本だったが、2学期からは不定期。長期総集編期間中は、2006年8月14日・8月17日のみ1週ずつまとめて放送され（番組自体は上記の総集編週の再放送ではない）、12月11日 - 12月14日は一話ずつ、8月21日以降と12月18日以降は月・水曜日に第1 - 2話、火・木曜日に第3話を放送した（1週間で2週分）。アスペクト比は16:9。

### あらすじ
ユゲデールがブラックホールに吸い込まれ、遠い宇宙に放り出されてから500年が過ぎ、新天地を探すという本来の目的はすっかり忘れ去られていた。
ユゲデールに衝突した隕石の中から現れたエリーと裕太。ところが2人は記憶を失っていた。唯一の手がかりは、2人がつけている不思議な力を発揮する腕輪。エリーはジョーキマホーンズ、裕太はスチームナイツの仲間になりつつ、腕輪の力に導かれて、失った記憶を探るためにユゲデールは旅をすることになった。
旅の先々で、メンバーはエリーと裕太がつけている腕輪と同じマークの入った石板を発見する。その石板には宇宙の運命を左右する、重大な秘密が隠されていた。そして、ユゲデールの宝である蒸気石にも変化が起こり始める。

### 出演者

#### スチームナイツ
- レッド司令（演：レッド吉田）
- 小関裕太
- 篠原愛実
- 千秋レイシー
- 細田羅夢
- 千葉一磨
- バーンズ勇気
- 一木有海
- 大木梓彩
- 木内江莉
- 髙橋郁哉
- 藤本七海
- 加藤ジーナ

#### ジョーキマホーンズ
- ゴルゴ団長（演：ゴルゴ松本）
- 渡邊エリー
- 洸太レイシー
- 木内梨生奈
- 笠原拓巳
- 日向滉一
- 伊倉愛美
- 永島謙二郎
- 橋本甜歌
- 木村遼希
- 細川藍
- 川﨑樹音
- 藤田ライアン

#### ユゲデール王家
- おんつ8世（声：久嶋志帆）
- みみぃ（声：成田紗矢香）
- びびん★（声：成田紗矢香）

#### ナンバーズ（No,z）
- キャプテン9×9（クック）（演：楠本柊生）
- 三六九（ミロク）（演：後藤理沙）
- 1×8（イチカバチカ）（演：岡西里奈）

#### #02 惑星アイアンフォレスト
- 鉄（演：吉田メタル）
- サブ（演：魚谷輝明）
- トレア（演：安藤希）

#### #03 惑星マッカナーXXX
- 支配人スズキ（演：鈴木清信）
- ボーイ・サカグチ（演：坂口候一）

#### #04 惑星ワガマーマ
- ちなみ姫（演：石坂ちなみ）
- ジイヤ（演：陽季想）
- ハッスル忍者・タジリ（演：TAJIRI）

#### #05 ナゾの訪問者
- 093（オクサン）（演：島田珠代）
- 256（ジゴロー）（演：KIBA）

#### #06 惑星ウリハッド
- シロサワ（演：ゴリけん）
- 零（演：松田一輝）
- 空牙（演：アジアン・クーガー）
- 黒猫（演：アジアン・キャット）

#### #07 惑星デスナンデッス
- ミガニシ（演：スマイリーキクチ）

#### #09 さらわれたびびん★
- サブ（演：魚谷輝明）
- ダーヨ（声：西村朋紘）

#### #10 惑星ホラナプトラ
- ホラナプトラ博物館・支配人（演：犬神ジン）
- ホラナプトラ博物館・館長（演：犬神凶子）
- メカマミー
- 鉄（演：吉田メタル）
- サブ（演：魚谷輝明）
- トレア（演：安藤希）
- ダーヨ（声：西村朋紘）

#### #11 びびん★救出大作戦
- 4×9（シック）（演：粟根まこと）
- 8×9（ハック）（演：礒野慎吾）

#### #12 秘密基地潜入大作戦
- 929（クニク）（演：伊藤陽佑）
- 39（サク）（演：フクスケ）
- 宇宙戦隊NOIZ

#### #14 悪の総帥∞（ムゲン）現る!
- ∞（ムゲン）（声：千葉繁）
- 929（クニク）（演：伊藤陽佑）
- スーパー来々軒・タケシ（演：YURAサマ）
- スペースアイドル（演：華凛）
- スペースアイドルファン（演：団長）
- 惑星オトナーリ王子（演：淳朗）

#### #15 蒸気石 危うし!
- ∞（ムゲン）（声：千葉繁）
- 929（クニク）（演：伊藤陽佑）

#### #16 宇宙に未来の願いを
- ∞（ムゲン）（声：千葉繁）
- 360（サリノ）（演：さりの）
- 37（サナ）（演：SANA）
- 8×10（ハート）（演：准）
- 6481（リョウヘイ）（演：涼平）
- 3×9（ミク）（演：みく）
- 0:5:10（マコト）（演：マコト）
- 零（演：松田一輝）

### 放映リスト
| #  | サブタイトル              | サブタイトル | 初回放送日     | 脚本       |
| -- | ------------------------- | ------------ | -------------- | ---------- |
| 01 | 新たなる旅立ち            | 1            | 2006年04月03日 | 亀田万寿夫 |
| 01 | 新たなる旅立ち            | 2            | 2006年04月04日 | 亀田万寿夫 |
| 01 | 新たなる旅立ち            | 3            | 2006年04月05日 | 亀田万寿夫 |
| 01 | 新たなる旅立ち            | 4            | 2006年04月06日 | 亀田万寿夫 |
| 02 | 惑星アイアンフォレスト    | 1            | 2006年04月17日 | 金杉弘子   |
| 02 | 惑星アイアンフォレスト    | 2            | 2006年04月18日 | 金杉弘子   |
| 02 | 惑星アイアンフォレスト    | 3            | 2006年04月19日 | 金杉弘子   |
| 03 | 惑星マッカナーXXX         | 1            | 2006年05月08日 | 亀田万寿夫 |
| 03 | 惑星マッカナーXXX         | 2            | 2006年05月09日 | 亀田万寿夫 |
| 03 | 惑星マッカナーXXX         | 3            | 2006年05月10日 | 亀田万寿夫 |
| 04 | 惑星ワガマーマ            | 1            | 2006年05月22日 | 金杉弘子   |
| 04 | 惑星ワガマーマ            | 2            | 2006年05月23日 | 金杉弘子   |
| 04 | 惑星ワガマーマ            | 3            | 2006年05月24日 | 金杉弘子   |
| 05 | ナゾの訪問者              | 1            | 2006年06月12日 | 亀田万寿夫 |
| 05 | ナゾの訪問者              | 2            | 2006年06月13日 | 亀田万寿夫 |
| 05 | ナゾの訪問者              | 3            | 2006年06月14日 | 亀田万寿夫 |
| 06 | 惑星ウリハッド            | 1            | 2006年06月26日 | 金杉弘子   |
| 06 | 惑星ウリハッド            | 2            | 2006年06月27日 | 金杉弘子   |
| 06 | 惑星ウリハッド            | 3            | 2006年06月28日 | 金杉弘子   |
| 07 | 惑星デスナンデッス        | 1            | 2006年09月04日 | 森         |
| 07 | 惑星デスナンデッス        | 2            | 2006年09月05日 | 森         |
| 07 | 惑星デスナンデッス        | 3            | 2006年09月06日 | 森         |
| 08 | 隠された腕輪の意味        | 1            | 2006年09月18日 | 亀田万寿夫 |
| 08 | 隠された腕輪の意味        | 2            | 2006年09月19日 | 亀田万寿夫 |
| 08 | 隠された腕輪の意味        | 3            | 2006年09月20日 | 亀田万寿夫 |
| 09 | さらわれたびびん★         | 1            | 2006年10月10日 | 金杉弘子   |
| 09 | さらわれたびびん★         | 2            | 2006年10月11日 | 金杉弘子   |
| 09 | さらわれたびびん★         | 3            | 2006年10月11日 | 金杉弘子   |
| 10 | 惑星ホラナプトラ          | 1            | 2006年10月23日 | 森         |
| 10 | 惑星ホラナプトラ          | 2            | 2006年10月24日 | 森         |
| 10 | 惑星ホラナプトラ          | 3            | 2006年10月25日 | 森         |
| 11 | びびん★救出大作戦         | 1            | 2006年11月13日 | 亀田万寿夫 |
| 11 | びびん★救出大作戦         | 2            | 2006年11月14日 | 亀田万寿夫 |
| 11 | びびん★救出大作戦         | 3            | 2006年11月15日 | 亀田万寿夫 |
| 12 | 秘密基地潜入大作戦        | 1            | 2006年11月27日 | 金杉弘子   |
| 12 | 秘密基地潜入大作戦        | 2            | 2006年11月28日 | 金杉弘子   |
| 12 | 秘密基地潜入大作戦        | 3            | 2006年11月29日 | 金杉弘子   |
| 13 | さよならユゲデール        | 1            | 2007年01月08日 | 森         |
| 13 | さよならユゲデール        | 2            | 2007年01月09日 | 森         |
| 13 | さよならユゲデール        | 3            | 2007年01月10日 | 森         |
| 14 | 悪の総帥∞（ムゲン）現る!  | 1            | 2007年01月22日 | 亀田万寿夫 |
| 14 | 悪の総帥∞（ムゲン）現る!  | 2            | 2007年01月23日 | 亀田万寿夫 |
| 14 | 悪の総帥∞（ムゲン）現る!  | 3            | 2007年01月24日 | 亀田万寿夫 |
| 15 | 蒸気石 危うし!            | 1            | 2007年02月12日 | 金杉弘子   |
| 15 | 蒸気石 危うし!            | 2            | 2007年02月13日 | 金杉弘子   |
| 15 | 蒸気石 危うし!            | 3            | 2007年02月14日 | 金杉弘子   |
| 16 | 宇宙に未来の願いを        | 1            | 2007年02月26日 |            |
| 16 | 宇宙に未来の願いを        | 2            | 2007年02月27日 |            |
| 16 | 宇宙に未来の願いを        | 3            | 2007年02月28日 |            |
| 17 | エピローグ・ダンゼン!未来 |              | 2007年02月28日 |            |

### 備考
- 2005年度の物語より500年後が舞台。
- レギュラーは「新たなる旅立ち」で宇宙アメーバに襲われなかったメンバー。
- 「新たなる旅立ち」のみ4話完結。第4話本放送は2006年4月6日の木曜生放送にてVTRとして放送された。

## 番組情報

### 共通情報
- 番組名称：天才てれびくんMAX
- 総合司会：TIM
- ナレーション：鈴木琢磨

### 2005年度
- 放送期間：2005年4月4日 - 2006年3月30日
- 放送時間：月曜 - 木曜 18:20 - 19:00（40分）

| タイトル                                   | 備考        |
| ------------------------------------------ | ----------- |
| 未来はジョウキゲン                         | 番組主題歌  |
| エンディングMTK                            | 音楽        |
| ユゲデランドから生放送!                    | 木曜生放送  |
| ユゲデール物語                             | ストーリー  |
| 天てれドラマ                               | 月曜 - 水曜 |
| 天てれゲームゾーン                         | 月曜 - 水曜 |
| ワガママ放題!勝手議会                      | 月曜        |
| こちら「週刊ユゲデールマガジン」編集部     | 月曜        |
| お笑いゆ〜げん会社                         | 月曜        |
| 紙フトタッチダウン                         | 火曜        |
| 天てれミッション                           | 水曜        |
| 新人の作文と称号                           | 4月         |
| 2005年度 短期企画                          |             |
| 天才てれびくん外伝 宇宙船ソフィア号の冒険  | 特別番組    |
| ユゲデールを救え!てれび戦士 史上最大の危機 | イベント    |

### 2006年度
- 放送期間：2006年4月3日 - 2007年3月29日
- 放送時間：月曜 - 木曜 18:20 - 18:55（35分）

| タイトル                                  | 備考        |
| ----------------------------------------- | ----------- |
| ダンゼン!未来                             | 番組主題歌  |
| エンディングMTK                           | 音楽        |
| ハッピー木曜!                             | 木曜生放送  |
| 新ユゲデール物語                          | ストーリー  |
| 天てれドラマ                              | 月曜 - 水曜 |
| お宝争奪!!ゲームバトル in ユゲデール      | 月曜 - 水曜 |
| 放課後コロシアム                          | 月曜 - 水曜 |
| きまぐれ天てれ塾                          | 月曜        |
| やたら★めったら 地球未来研究所            | 月曜        |
| ワガママ放題!勝手議会                     | 月曜        |
| 天てれ女子一輪車部                        | 火曜        |
| 天てれ冒険部                              | 火曜        |
| 天てれミッション                          | 火曜        |
| 紙フトタッチダウン                        | 水曜        |
| 知識の泉                                  |             |
| もしもし!街の絵描きさん                   |             |
| お悩み解決 カリスマ占い師                 |             |
| おしえて!お宝鑑定人!                      |             |
| こちら「週刊ユゲデールマガジン」編集部    |             |
| ハーフミニッツショー                      | ミニ        |
| 2006年度 短期企画                         |             |
| チャイルドスターを救え!未来はボクらのもの | イベント    |

## 音楽

### 未来はジョウキゲン
2005年度メインテーマ。
未来はジョウキゲン
- 歌：てれび戦士2005
- 作詞：かめだますを
- 作曲：すみださとし
- オープニング - 32秒
- エンディング - 2分10秒「レコーディングver.」

音楽商品
- 2006年03月01日『MTK the 10th』

### ダッシュマンのうた
2006年度「天てれドラマ ダッシュマン」挿入歌。
ダッシュマンのうた
- 歌：髙橋郁哉
- 作詞：岡部淳也
- 作曲：上田靖博

音楽商品
- 2007年03月21日『MTK the 11th』

## 2005年度 短期企画
| 2005年        | 企画                           | 脚注  |
| ------------- | ------------------------------ | ----- |
| 04月04日 月曜 | ユゲデールを紹介せよ           | [ 1 ] |
| 04月04日 月曜 | SK ぶら下がりしりとり          | [ 1 ] |
| 04月04日 月曜 | JM テレパシーお絵かきの術      | [ 1 ] |
| 09月21日 水曜 | メイキング・オブ・夏のイベント | [ 2 ] |
| 2006年        | 企画                           | 脚注  |
| 01月04日 水曜 | 新年のあいさつ                 | [ 3 ] |

## 新人の作文と称号
2005年4月に放送。2005年度の新人てれび戦士が所属するチームのTIMに対して作文を発表。TIMは「称号」を与える。
| 2005年  | TIM    | てれび戦士   | 称号                               | 脚注   |
| ------- | ------ | ------------ | ---------------------------------- | ------ |
| 4月05日 | ゴルゴ | 一木有海     | 風船女                             | [ 4 ]  |
| 4月06日 | レッド | 木村遼希     | 意外と腹黒?                        | [ 5 ]  |
| 4月11日 | ゴルゴ | 永島謙二郎   | カラスを呼ぶ男!                    | [ 6 ]  |
| 4月12日 | レッド | 藤田ライアン | 暴走機関車                         | [ 7 ]  |
| 4月13日 | ゴルゴ | 木内梨生奈   | 大きなお世話様                     | [ 8 ]  |
| 4月18日 | レッド | 木内江莉     | 愛媛とか和歌山に行けばいいじゃない | [ 9 ]  |
| 4月19日 | ゴルゴ | 笠原拓巳     | 転んで転んで丸くなっちゃった       | [ 10 ] |
| 4月20日 | レッド | 藤本七海     | 前がみ一直線                       | [ 11 ] |

## 天てれゲームゾーン 2005年度
| 年度別 | 2004 - 2005 - 2006 |

2005年度のCGスタジオゲームコーナー。

### ランキングビンゴ
月曜日放送。対決の場は「ロッテンブーロ遺跡」。
てれび戦士が、インターネットから寄せられたアンケートの結果1 - 9位を当ててビンゴを作る。マスは初期はランダムに決められたが、後に上段に1・2・3真ん中に4・5・6下段に7・8・9位がそれぞれ左から右に並べられるようになった。先にビンゴを作ったほうの勝ち。どちらもビンゴが作れずにすべてのマスが埋まると、取ったマスが多いチームの勝ちとなる。両チームともヒントビンが5本（初回のみ3本）が用意され、当てたい順位のヒントを聞くことができる。ただし、ヒントは相手チームも含め全員に明かされるため、使ったうえで外してしまうと相手チームにヒントを与えた状態で解答権を回してしまうリスクもある。
解答時には狙う順位を指定したうえで解答するが、指定した順位と違う順位でも1－9位にあれば正解となり、解答した答えの順位のマスが取れる。(後期は正解の際のSEも『指定した順位での正解』と『指定した順位以外での正解』で違っていた。ただし、指定した順位以外を当ててもビンゴが成立した場合は前者が流れる)全ての答えが出る前に終了した場合はおんつくんにより残りの順位の解答が明かされる。

### 気合一発!全身書道塾
火曜日放送。対決の場は「キタエーロの森」。
てれび戦士4人が台の上で文字を作り、それを各チームのリーダーが当てるというもの。ただし課題として第1戦-第6戦では台にあらかじめ引かれている線を利用しなければならない。第7戦-第12戦では2文字の単語(1文字ずつ2回作り、1文字目を当てられないと次の文字に進めない)を作らないとポイントが得られない。第13戦からは1文字に戻り、TIMの2人も1回だけ参加できるようになった(TIM参加中はTIMに指名された戦士が解答者となる)、記号問題などもある。いずれも制限時間5分以内で、より多くの正解をしたチームの勝ち。なお、このコーナーでおんつくんは木の姿で登場する。
てれび戦士は全員マジックテープ式の手袋と足カバーを装着しており、手袋に関しては外して貼り付けることで点としての使用が可能（ただし、外しすぎると貼り付けなくなるリスクもある）。

### モジモジ宅配便
水曜日放送。対決の場は「モジリ兄の砂漠」。
2人一組で与えられたお題にふさわしい言葉（あくまで『言葉』であるため、お題によっては名詞に限らず動詞や形容詞での解答も可能）を50音ブロック（1つにつき同じ行のひらがな5種類がついている。濁音・半濁音のブロックもあり、こちらはマグネットでくっついている点や丸を外して任意の文字に取り付ける形で使用する）で作って担架でゴールゾーンに運ぶ（運ぶ途中に崩してしまった場合はその場で積み直しとなる）。成立した言葉に使われている言葉ブロック一つにつき1ポイントが与えられ、前半・後半2つのお題でより多くのポイントを獲得したチームの勝ち。ブロックの数には限りがあるため、後半になるにつれ言葉は作りにくくなっていく。第13戦より後半戦はしりとり対決に変更、前半戦リードされたチームから開始し1分以内にしりとりに合った単語を作る。作れなかったり間違えたりしたらその時点で試合は終了となる。第16戦よりしりとり対戦は両チームが同時に4分間でしりとりを作っていくルールに変更、また前半でも登場するようになった。なお、このコーナーではおんつくんは体が辞書になり、眼鏡をかけた姿になっている。
制限時間終了後、各チームが作った言葉をおんつくんが一つずつチェックし、お題に該当しない言葉やブロックの積み方が誤っている（文字が入れ替わっているなど）ものがあった場合は不正解として除外する。

## ワガママ放題!勝手議会 2005年度
| 年度別 | 2004 - 2005 - 2006 |

2005年度の月曜日（2005年9月6日のみ火曜日）に放送。
ユゲデールにある大会議場で、こどものこどもによるこどものための法律を作る。
議長は吉田永憲（レッド吉田）。賛成派と反対派がそれぞれの席に分かれて議論する。
| 放送日          | 法案 | 注釈      | 出典   |
| --------------- | --- | --------- | ------ |
| 2005年 04月11日 | すべての人は歌いたいと思った時に いつでも思いっきり歌う権利を有する 提出：洸太レイシー 採決：可決 3-2                              | [ 注 1 ]  | [ 6 ]  |
| 2005年 04月18日 | すべての子どもは必要に応じて 自分は大人だと言い張る権利を有する 提出：永島謙二郎 採決：可決 4-3                                    | [ 注 2 ]  | [ 9 ]  |
| 2005年 05月09日 | すべて人はもらったものに対して「まずい!」と言ってはならない 提出：一木有海 採決：可決 5-2                                          | [ 注 3 ]  | [ 12 ] |
| 2005年 05月16日 | すべてけんかは本人たちの 気のすむまで止めてはならない 提出：飯田里穂 採決：否決 3-4                                                | [ 注 4 ]  | [ 13 ] |
| 2005年 06月13日 | 好きな異性が友だちと同じだとわかったら 正直にその友だちに 打ち明けなければならない 提出：木内梨生奈 採決：可決 6-1                 | [ 注 5 ]  | [ 14 ] |
| 2005年 06月20日 | すべて人は相手や状況にあわせて 自分のキャラクターを変える権利を有する 提出：橋本甜歌 採決：否決 2-5                                | [ 注 6 ]  | [ 15 ] |
| 2005年 09月06日 | 勇気をふるって告白したら、「おためし期間」または「思い出作り」としてその相手と3日間おつきあいする 権利を得られる 採決：否決 07-14  | [ 注 7 ]  | [ 16 ] |
| 2005年 09月06日 | 学校でオバケのうわさを広めたら「一人できもだめし」の刑 採決：否決 05-16                                                            | [ 注 7 ]  | [ 16 ] |
| 2005年 09月06日 | ほかの人のアイデアやネタなどは「いい」と思ったらどんどん自由にマネしてもよい 採決：可決 15-06                                      | [ 注 7 ]  | [ 16 ] |
| 2005年 09月06日 | 人前でのオナラは、前もって宣言してからすれば とがめることはできない 採決：否決 10-11                                               | [ 注 7 ]  | [ 16 ] |
| 2005年 09月12日 | すべての子どもは友だちに テストの点数を隠してはならない 提出：洸太レイシー 採決：可決 4-3                                          | [ 注 8 ]  | [ 17 ] |
| 2005年 10月10日 | マラソン大会で いっしょに走る約束をしたにもかかわらず 先に行ってしまった人は 100円以下の罰金を科する 提出：髙橋郁哉 採決：可決 4-3 | [ 注 9 ]  | [ 18 ] |
| 2005年 10月17日 | すべての人は彼氏や彼女のことを いつでも自由に自慢できる権利を有する 提出：篠原愛実 採決：可決 4-3                                  | [ 注 10 ] | [ 19 ] |
| 2005年 11月14日 | 子どもは先輩や年上の人に タメ口で話してはいけない 提出：村田ちひろ 採決：否決 2-5                                                  | [ 注 11 ] | [ 20 ] |
| 2005年 11月21日 | 給食があまったとき早い者勝ちで おかわりすることを禁ずる 提出：篠原愛実 採決：可決 4-3                                              | [ 注 12 ] | [ 21 ] |
| 2006年 01月16日 | すべての子どもは バレンタインデーにおいて「本命の人」以外にチョコレートをあげることを禁ずる 提出：一木有海 採決：可決 4-3          | [ 注 13 ] | [ 22 ] |

## こちら「週刊ユゲデールマガジン」編集部
2005年4月25日 - 2007年2月27日に放送。番組設定上の宇宙船都市「ユゲデール」で発行されているNo.1雑誌「週刊ユゲデールマガジン」の編集会議の様子を放送する。てれび戦士が自分に関すること、身近なことを発表する。特ダネ大賞にはレッド編集長（レッド吉田）からありがたいギャグが贈られる。2005年度は月曜日に放送されていた。
| 回 | 初回放送日     | 注釈      | 出典   |
| -- | -------------- | --------- | ------ |
| 01 | 2005年04月25日 | [ 注 14 ] | [ 23 ] |
| 02 | 2005年05月30日 | [ 注 15 ] | [ 24 ] |
| 03 | 2005年07月04日 | [ 注 16 ] | [ 25 ] |
| 04 | 2005年09月05日 | [ 注 17 ] | [ 26 ] |
| 05 | 2005年09月26日 | [ 注 18 ] | [ 27 ] |
| 06 | 2005年10月31日 | [ 注 19 ] | [ 28 ] |
| 07 | 2005年11月28日 | [ 注 20 ] | [ 29 ] |
| 08 | 2006年01月09日 | [ 注 21 ] | [ 30 ] |
| 09 | 2006年09月04日 | [ 注 22 ] | [ 31 ] |
| 10 | 2007年01月08日 | [ 注 23 ] | [ 32 ] |
| 11 | 2007年02月26日 | [ 注 24 ] | [ 33 ] |
| 12 | 2007年02月27日 | [ 注 24 ] | [ 34 ] |

## お笑いゆ〜げん会社
2005年度の月曜日に放送。てれび戦士がお笑いのお題に答え、面白い答えだと出世（ランクが上がる）し、つまらなかったら降格（ランクが下がる）。ランクは「社長・専務・部長・課長・見習い」の5段階である。最後に社長になったものは、会長よりボーナスが与えられる。
- 会長 - 松本ゴル左衛門（ゴルゴ松本）
- 会長秘書 - 篠原愛実

| 2005年   | てれび戦士                                                     | 脚注   |
| -------- | -------------------------------------------------------------- | ------ |
| 05月23日 | 村田ちひろ、永島謙二郎、藤本七海、一木有海、笠原拓巳           | [ 35 ] |
| 06月27日 | 村田ちひろ、ド・ランクザン望、橋本甜歌、千秋レイシー、藤本七海 | [ 36 ] |
| 09月19日 | 藤本七海、洸太レイシー、伊倉愛美、笠原拓巳、ド・ランクザン望   | [ 37 ] |
| 10月24日 | 笠原拓巳、ド・ランクザン望、洸太レイシー、飯田里穂、藤本七海   | [ 38 ] |
| 12月05日 | 飯田里穂、川﨑樹音、前田公輝、藤本七海、笠原拓巳               | [ 39 ] |

最終回
- 放送日：2006年1月18日（水曜） [40]
- 飯田里穂、川﨑樹音、永島謙二郎、伊倉愛美、前田公輝
- 髙橋郁哉、木内江莉、木村遼希、藤本七海、ド・ランクザン望

## 天てれミッション 2005年度
| 年度別 | 2005 - 2006 - 2007 - 2008 |

2005年度の水曜日に放送。てれび戦士が大人になるためにさまざまなミッションにチャレンジをする。
- 進行役：おんつくん（声：堀本等）

### 放送日程
| 初回放送日     | ミッション                                                 |
| -------------- | ---------------------------------------------------------- |
| 2005年04月06日 | 新メンバーをリサーチせよ!                                  |
| 2005年04月13日 | ドッジボールで先生たちに勝ちたい!                          |
| 2005年04月20日 | 誰も食べたことのないオリジナルお菓子を作れ!                |
| 2005年04月27日 | 日本一になること 一円玉ドミノにチャレンジ!                 |
| 2005年05月11日 | ジャングルジムのてっぺんに上らせて下さい                   |
| 2005年05月18日 | 声を大きくして下さい!!                                     |
| 2005年05月25日 | 日本一の竹とんぼを作れ!                                    |
| 2005年06月01日 | 見たこともないシャボン玉を作れ!!                           |
| 2005年06月15日 | お箸を上手に使えるようになる                               |
| 2005年06月22日 | 究極のオリジナル漬物を作ろう!                              |
| 2005年06月29日 | 砂でユゲデールのお城を作れ!                                |
| 2005年07月06日 | 食品サンプル作りに挑戦せよ                                 |
| 2005年09月14日 | 手作りいかだで川下りをせよ!                                |
| 2005年09月28日 | 武術の世界チャンピオンをめざせ! スポーツチャンバラ         |
| 2005年10月12日 | 昔の遊びで運動会!!                                         |
| 2005年10月19日 | 王様をうならせるやまびこを見つけなさい                     |
| 2005年10月26日 | 大凧あげで勝負                                             |
| 2005年11月02日 | 秋のオリジナルフルコース料理を作る                         |
| 2005年11月16日 | てれび戦士と雑巾がけグランプリに出場した〜い!              |
| 2005年11月23日 | 和の遊びでバトルせよ                                       |
| 2005年11月30日 | 井ノ口小6年生のみんなと舞台でよさこいをおどって盛り上がれ! |
| 2005年12月07日 | ゴルゴ男爵とさかあがりに挑戦                               |
| 2006年01月11日 | 雪の家を作りたい!                                          |
| 2006年01月23日 | 天てれ東海道駅伝                                           |
| 2006年01月24日 | 天てれ東海道駅伝                                           |
| 2006年01月25日 | 天てれ東海道駅伝                                           |

### 新メンバー
- 指令：新メンバーをリサーチせよ!
- 放送日：2005年04月06日 水曜 [5]
- 場所：ユゲデール ボイラー広場
- てれび戦士：2005年度全員

### ドッジボール
- 依頼：ドッジボールで先生たちに勝ちたい!
- 放送日
  - 本放送：2005年04月13日 水曜 [8]
  - 再放送：2005年05月02日 月曜 [41]
  - 再放送：2005年08月24日 水曜 [42]
- 場所：静岡県沼津市 沼津市立開北小学校
- てれび戦士：前田公輝、村田ちひろ

### オリジナルお菓子
- 指令：誰も食べたことのないオリジナルお菓子を作れ!
- 内容：オリジナルお菓子を作れ in 沖縄
- 放送日
  - 本放送：2005年04月20日 水曜 [11]
  - 再放送：2005年05月03日 火曜 [43]
- 場所：沖縄県
- 指導：比嘉辰雄（黒糖作り名人）
- てれび戦士：千秋レイシー、川﨑樹音

### 一円玉ドミノ
- 指令：日本一になること
- 競技：一円玉ドミノ倒し
2003年12月25日の記録850個
- 放送日
  - 本放送：2005年04月27日 水曜 [44]
  - 再放送：2005年05月04日 水曜 [45]
- 挑戦会場：神奈川県横浜市中区 横浜市中スポーツセンター
- 指導：佐藤正光（日本ドミノ協会理事長）

| チーム | てれび戦士                   | 記録   |
| ------ | ---------------------------- | ------ |
| SK     | 前田公輝、篠原愛実           | 0558個 |
| JM     | ド・ランクザン望、木内梨生奈 | 1000個 |

### ジャングルジム
- 依頼：ジャングルジムのてっぺんに上らせて下さい
- 内容：高所恐怖症の克服
- 放送日
  - 本放送：2005年05月11日 水曜 [46]
  - 再放送：2005年06月06日 月曜 [47]
- てれび戦士：藤本七海、藤田ライアン

### 大声
- 依頼：声を大きくして下さい!!
- 放送日：2005年05月18日 水曜 [48]
- 依頼者：静岡県
- 指導：中島啓江、東京農業大学全学応援団
- てれび戦士：木村遼希、浅野優梨愛

### 竹とんぼ
- 指令：日本一の竹とんぼを作れ!
- 放送日：2005年05月25日 水曜 [49]
- 場所：山梨県南都留郡富士河口湖町
- 指導：中里高広

| てれび戦士 | 作品名        | 羽根 | 記録    |
| ---------- | ------------- | ---- | ------- |
| 伊倉愛美   | みてみて号    | 三枚 | 04m48cm |
| 永島謙二郎 | 7度目の正直号 | 二枚 | 12m36cm |

### シャボン玉
- 指令：見たこともないシャボン玉を作れ!!
- 放送日
  - 本放送：2005年06月01日 水曜 [50]
  - 再放送：2005年06月08日 水曜 [51]
- 指導：杉山兄弟
- てれび戦士：浅野優梨愛、一木有海

### おハシ名人
- 指令：お箸を上手に使えるようになる
- 放送日
  - 本放送：2005年06月15日 水曜 [52]
  - 再放送：2005年07月11日 月曜 [53]
  - 再放送：2005年08月22日 月曜 [54]
- 対決場所：福井県小浜市
- 指導：平野寿将
- てれび戦士
  - 近藤エマ（握り箸）
  - 笠原拓巳（左利き）

### オリジナル漬物
- 指令：究極のオリジナル漬物を作ろう!
- 放送日
  - 本放送：2005年06月22日 水曜 [55]
  - 再放送：2005年07月12日 火曜 [56]
- 場所：愛媛県
- 指導：山内泰子
- てれび戦士：洸太レイシー、木内江莉

### 砂の城
- 指令：砂でユゲデールのお城を作れ!
- 放送日
  - 本放送：2005年06月29日 水曜 [57]
  - 再放送：2005年07月13日 水曜 [58]
  - 再放送：2005年08月23日 火曜 [59]
- 場所：神奈川県鎌倉市 材木座海岸
- 指導：小野田徹夫
- てれび戦士：バーンズ勇気、伊倉愛美

### 食品サンプル
- 指令：食品サンプル作りに挑戦せよ!
- 放送日：2005年07月06日 水曜 [60]
- 場所：岐阜県郡上市八幡町 さんぷる工房
- 指導：兼山勝治
- てれび戦士：飯田里穂、高橋郁哉

### 手作りいかだ
- 指令：手作りいかだで川下りをせよ!
- 放送日
  - 本放送：2005年09月14日 水曜 [61]
  - 再放送：2005年10月04日 火曜 [62]
- 場所：埼玉県大里郡寄居町 荒川
- 指導：大野安弘
- てれび戦士：篠原愛実、永島謙二郎

### スポーツチャンバラ
- 指令：武術の世界チャンピオンをめざせ!
- 競技：スポーツチャンバラ
- 放送日
  - 本放送：2005年09月28日 水曜 [63]
  - 再放送：2005年10月05日 水曜 [64]
- 練習場所：埼玉県入間市 入間市武道館
- 試合場所：神奈川県横須賀市 猿島
- 指導：鎌田業継（スポーツチャンバラ七段）
- てれび戦士：村田ちひろ、笠原拓巳
- 対戦相手：鎌田真気
中学1年女子
スポーツチャンバラ 2004世界大会 小学6年の部チャンピオン

### 昔の遊び
- 指令：昔の遊びで運動会!!
- 放送日
  - 本放送：2005年10月12日 水曜 [65]
  - 再放送：2005年11月07日 月曜 [66]
- 指導：TIM（レッド勘吉、車ゴル次郎）

| スチームナイツ                                     | ジョーキマホーンズ                                   |
| -------------------------------------------------- | ---------------------------------------------------- |
| レッド吉田 木内江莉 高橋郁哉 藤本七海 藤田ライアン | ゴルゴ松本 伊倉愛美 橋本甜歌 千秋レイシー 木内梨生奈 |

| 種目                 | 勝 |
| -------------------- | -- |
| 十字鬼               | JM |
| だるまさんがころんだ | SK |
| Sケン                | SK |

### やまびこ
- 指令：王様をうならせるやまびこを見つけなさい
- 放送日
  - 本放送：2005年10月19日 水曜 [67]
  - 再放送：2005年11月08日 火曜 [68]
- 場所：徳島県勝浦郡上勝町 高丸山
- 指導：武市卓也
- てれび戦士：洸太レイシー、一木有海

### 大凧あげ
- 指令：大凧あげで勝負
- 放送日：2005年10月26日 水曜 [69]
- 場所：新潟県新潟市白根
- 指導：田村和雄
- てれび戦士：高橋郁哉、木村遼希

### 秋のギョウザ料理
- 指令：秋のオリジナルフルコース料理を作る
- 内容：ギョウザ料理
- 放送日
  - 本放送：2005年11月02日 水曜 [70]
  - 再放送：2005年11月09日 水曜 [71]
- 場所：埼玉県大里郡寄居町
- 指導：平野寿将
- てれび戦士：千秋レイシー、浅野優梨愛

### 雑巾がけグランプリ
- 依頼：てれび戦士と雑巾がけグランプリに出場した〜い!
- 大会：Z-1グランプリ
- 放送日
  - 本放送：2005年11月16日 水曜 [72]
  - 再放送：2005年12月12日 月曜 [73]
- 場所：愛媛県西予市宇和町 宇和米博物館
- 指導：佐藤弘道

| てれび戦士 | 部門               | 成績      | 記録   |
| ---------- | ------------------ | --------- | ------ |
| 永島謙二郎 | シングル小学生の部 | 特別枠3位 | 29秒63 |
| 橋本甜歌   | ダブルス           | 特別枠7位 | 54秒03 |

### 和の遊び
- 指令：和の遊びでバトルせよ
- 放送日
  - 本放送：2005年11月23日 水曜 [74]
  - 再放送：2005年12月13日 火曜 [75]
- 指導
  - 投扇興 - 淡路保孝（東都浅草投扇興保存振興会）
  - 闘茶 - 乾信治（横浜文化教室）
  - 競技かるた - 横矢美恵子（全日本かるた協会）
- てれび戦士：高橋郁哉、近藤エマ

### よさこい
- 指令：井ノ口小6年生のみんなと舞台でよさこいをおどって盛り上がれ!
- 放送日
  - 本放送：2005年11月30日 水曜 [76]
  - 再放送：2006年01月04日 水曜 [3]
- 場所：高知県安芸市 安芸市立井ノ口小学校
- てれび戦士：アワートレジャース、タイニーサーカス
- 内容
  - 地元の子と安芸市内を探索せよ!
  - よさこいをマスターしよう
  - 名物料理 ナスのたたき
  - 未来はジョウキゲンをマスターしよう
  - 舞台本番

### さかあがり
- 指令：ゴルゴ男爵とさかあがりに挑戦
- 放送日：2005年12月07日 水曜 [77]
- 指導：ゴルゴ松本、川﨑樹音
- さかあがり挑戦
  - 成功：伊倉愛美、ド・ランクザン望、永島謙二郎
  - 失敗：千秋レイシー、一木有海、洸太レイシー、笠原拓巳

### 雪の家
- 依頼：雪の家を作りたい!
- 内容：イグルーの制作
- 放送日：2006年01月11日 水曜 [78]
- 場所：北海道虻田郡ニセコ町 ニセコ町立近藤小学校
- 指導：工藤達人
- てれび戦士：バーンズ勇気、藤本七海、木村遼希

### 天てれ東海道駅伝
天てれミッションスペシャル 天てれ東海道駅伝
放送日
1. 2006年01月23日 月曜 [79]
2. 2006年01月24日 火曜 [80]
3. 2006年01月25日 水曜 [81]

内容
東京・日本橋から京都・三条大橋まで5日間かけて東海道駅伝対決。

## ユゲデールを救え!てれび戦士 史上最大の危機
番組名
天才てれびくんMAXスペシャル in NHKホール ユゲデールを救え!てれび戦士 史上最大の危機
放送日時
- 本放送：2005年09月19日 月曜09:00 - 10:00 敬老の日
- 再放送：2005年12月31日 土曜10:55 - 11:55 大晦日

収録会場
2005年8月7日 東京都渋谷区 NHKホール 2回公演
あらすじ
宇宙に浮かぶ街ユゲデールには昔より「光蒸気石」という宝があった。持つ者に巨大なパワーを与えるこの石を狙うジョーキゲンズという悪の組織が現れた。ジョーキゲンズはユゲデールの住民を仲たがいさせ光蒸気石を奪おうとたくらむが、光蒸気石は割れユゲデールは崩壊寸前になってしまう。
出演者
- スチームナイツ（Steam Knights）
  - 前田公輝
  - 飯田里穂
  - バーンズ勇気
  - 篠原愛実
  - 髙橋郁哉
  - 木内江莉
  - 木村遼希
  - 浅野優梨愛
  - 近藤エマ
  - 藤本七海
  - 藤田ライアン
  - レッド長官（レッド吉田）
- ジョーキマホーンズ（Jokey Mahorns）
  - ド・ランクザン望
  - 村田ちひろ
  - 洸太レイシー
  - 永島謙二郎
  - 伊倉愛美
  - 橋本甜歌
  - 千秋レイシー
  - 一木有海
  - 木内梨生奈
  - 笠原拓巳
  - 川﨑樹音
  - ゴルゴ男爵（ゴルゴ松本）
- ジョーキゲンズ
  - 中川翔子
  - どーよ
  - ターボ君（簗瀬憲光）
- 女神
  - 岩井七世
- 声の出演
  - おんつくん（堀本等）

歌
1. 「未来はジョウキゲン」
2. 「さかさまさかさ」
3. 「元気を出して Gotta Pull Myself Together」
4. 「僕らのハーモニー」
5. 「未来はジョウキゲン」

スタッフ
- 脚本：金杉弘子
- パーカッション指導：仙波清彦
- 振付：T-ASADA
- CG制作：伊原玄一
- 技術：高柳由美子
- 撮影：小西悠希
- 照明：池田吉隆
- 音声：赤木隆司
- 映像技術：佐藤浩二
- 音響効果：安田佳一
- 美術：中川晃
- 編集：大泉渉
- 演出：高﨑健太、村上貴英
- 制作統括：中澤俊哉

備考
『天才てれびくん』のイベント特別番組で初のハイビジョン制作。
出典

## 2006年度 短期企画
| 2006年        | 企画                               | 脚注   |
| ------------- | ---------------------------------- | ------ |
| 04月03日 月曜 | ユゲデールご案内                   | [ 85 ] |
| 04月03日 月曜 | SK イス取りバトルロイヤル          | [ 85 ] |
| 04月03日 月曜 | JM テレパシージェスチャー          | [ 85 ] |
| 04月04日 火曜 | 全員集合!新メンバーそこが知りたい! | [ 86 ] |
| 09月18日 月曜 | 天てれ夏SP 舞台の裏側全部見せます  | [ 87 ] |
| 2007年        | 企画                               | 脚注   |
| 03月05日 月曜 | ユゲデミー賞                       | [ 88 ] |
| 03月05日 月曜 | 天てれ季節外れの大運動会 1日目     | [ 88 ] |
| 03月06日 火曜 | ユゲデミー賞                       | [ 89 ] |
| 03月06日 火曜 | 天てれ季節外れの大運動会 2日目     | [ 89 ] |
| 03月07日 水曜 | ユゲデミー賞                       | [ 90 ] |
| 03月07日 水曜 | 天てれ季節外れの大運動会 3日目     | [ 90 ] |
| 03月29日 木曜 | 2006年度最終回 卒業挨拶            | [ 91 ] |

## お宝争奪!!ゲームバトル in ユゲデール
| 年度別 | 2005 - 2006 - 2007 |

2006年度のゲーム。この年度のゲームコーナーは、年間ドラマ「新ユゲデール物語」と隔週放送であった。いずれのゲームも対決の場は王立D51(でごいち)競技場。勝利チームには「新ユゲデール物語」にちなんだお宝が賞品として獲得できるが、中には不要なお宝もある。

### フォー連想
月曜日放送。てれび戦士4人がそれぞれポーズ、漢字、音、絵の4つのヒントからお題を連想させて、それを各チームが当てるというもの。解答は5回まで。連想は1人10秒。少ないヒントで当てた方のチームが勝利。第5戦より参加戦士が1人増え、各チームのリーダーとともに解答をする。第8戦・第10戦では両チームから2名ずつがポーズに参加し、各チームリーダー+残りの戦士3人による、早押し形式に、最終戦はこの日テロップで紹介されたメンバーがヒントを担当し残りのメンバー全員で早押しで答えるという形式になっている。

### 異種格闘!場取る16
火曜日放送。床に16枚のパネルが並べられており、パネルを踏むとお題が出される。そのお題をクリアすればパネルゲット。相手チームのパネルを自分のチームのパネルで挟むと、オセロのように自分のパネルにすることができる。パネルの枚数が多いチームが勝利。パネルの枚数がそのまま両チームのポイントとなる。ポイント加算の性質上、このゲームで事実上のお宝獲得チームが決まることも多々ある。

### もじもじアスレチック
水曜日放送。文字ブロックを積んで言葉を作り、その上を渡ってゴールを目指し進んでいく。初めの「もじのカベ」でテーマの言葉を4つ作り、次に「もじ飛び石」でゴールまでのブロックを作る。着いた時間が早かったチームが勝利で10ポイント獲得となる。なお両チーム同一タイムの場合は引き分けでポイントは無し。第4戦までは各チームリーダー+てれび戦士3人だったが、第5戦より戦士が1人増え4人となっている。第7戦より「もじもじ飛び石」はプレーヤーの任意で作る単語の数を2-4つの間で選ぶ形になった。2006年9月27日の放送分をもって終了。

### 本物はダレだ!
水曜日放送。2006年10月18日から開始。相手チーム4人のうち指定した事（水の入った桶に足を入れる、玉ねぎを切っているなど）をしている人物を当てる。解答者側は相手に質問しそこから推理するが解答権は1回しかない。 また、偽者役の3人も似たようなことをしている（水の入った桶なら他の3人はお湯、おがくず、泥がそれぞれ入った桶に足を入れている）。

## きまぐれ天てれ塾
2006年度の月曜日に放送（一部の回を除く）。
てれび戦士がお題に対して面白い答えを考えて発表する。教師はレッド先生（レッド吉田）。生徒はてれび戦士5人とゴルゴ松本。

### 放送日程
| 放送日          | 回 | 授業 | 授業                                                                              | 注釈      | 出典    |
| --------------- | -- | ---- | --------------------------------------------------------------------------------- | --------- | ------- |
| 2006年 04月10日 | 01 | 1    | 国語 新しい漢字 モテモテな漢字                                                    | [ 注 25 ] | [ 92 ]  |
| 2006年 04月10日 | 01 | 2    | 図工 イメージねんど ハンサムなライオン                                            | [ 注 25 ] | [ 92 ]  |
| 2006年 04月24日 | 02 | 1    | 国語 ことわざ 動物を使ってまったく新しいことわざを作る                            | [ 注 26 ] | [ 93 ]  |
| 2006年 04月24日 | 02 | 2    | 図工 絵画 きおく力お絵かき モデル：藤本七海                                       | [ 注 26 ] | [ 93 ]  |
| 2006年 05月15日 | 03 | 1    | 社会 地図記号 新しい地図記号を作ろう                                              | [ 注 27 ] | [ 94 ]  |
| 2006年 05月15日 | 03 | 2    | 総合的な学習の時間 友達をよく知ろう ライアン君の気持ちになって答えよう            | [ 注 27 ] | [ 94 ]  |
| 2006年 05月29日 | 04 | 1    | 国語 四字熟語 新しい四字熟語を作ろう                                              | [ 注 28 ] | [ 95 ]  |
| 2006年 05月29日 | 04 | 2    | 音楽 えかき歌 特別講師：橋本甜歌                                                  | [ 注 28 ] | [ 95 ]  |
| 2006年 06月19日 | 05 | 1    | 算数 数式 新しい数式を作ろう                                                      | [ 注 29 ] | [ 96 ]  |
| 2006年 06月19日 | 05 | 2    | 音楽 童謡 童謡かえ歌                                                              | [ 注 29 ] | [ 96 ]  |
| 2006年 07月03日 | 06 | 1    | 理科 新種の生物 あなたが考えたおもしろい生物を発表しよう                          | [ 注 30 ] | [ 97 ]  |
| 2006年 07月03日 | 06 | 2    | 図工 未来予測お絵かき 映像の続きを予測して絵を描こう                              | [ 注 30 ] | [ 97 ]  |
| 2006年 09月11日 | 07 | 1    | 国語 食べものことわざ 食べものの名前をおり込んだことわざを作ろう                  | [ 注 31 ] | [ 98 ]  |
| 2006年 09月11日 | 07 | 2    | 理科 あわせて発明 二つのものを合わせて便利な新製品を発明しよう                    | [ 注 31 ] | [ 98 ]  |
| 2006年 09月25日 | 08 | 1    | 国語 漢字の読み方 ものの特徴をとらえて漢字熟語を作り読み方を示せ                  | [ 注 32 ] | [ 99 ]  |
| 2006年 10月16日 | 09 | 1    | 理科 観察 3人が大好物を食べる様子を見て、 本当に食べたもの（組み合わせ）を当てる! | [ 注 33 ] | [ 100 ] |
| 2006年 11月06日 | 10 | 1    | 算数 数式 ＋－÷×などの記号を使っておもしろい数式を作ろう                          | [ 注 34 ] | [ 101 ] |
| 2006年 11月06日 | 10 | 2    | 理科 生物 どこにどんなおもしろい植物が生えているのかを考えよう                    | [ 注 34 ] | [ 101 ] |
| 2006年 11月20日 | 11 | 1    | 社会 新しい祝日 ユゲデールの新しい祝日を考えよう                                  | [ 注 35 ] | [ 102 ] |
| 2006年 11月20日 | 11 | 2    | 図工 新作「考える人」 「考える人」の銅像を使って新しい作品を作ろう                | [ 注 35 ] | [ 102 ] |
| 2007年 01月15日 | 12 | 1    | 算数 数字で暗号 数字を使った暗号を作ろう                                          | [ 注 36 ] | [ 103 ] |
| 2007年 01月16日 | 12 | 2    | 音楽 さかさえかき歌 スペシャルゲスト：橋本甜歌                                    | [ 注 36 ] | [ 104 ] |

### 学年末テストスペシャル
| チーム | 生徒                                                     |
| ------ | -------------------------------------------------------- |
| 黄色   | 篠原愛実、大木梓彩、髙橋郁哉、藤田ライアン、加藤ジーナ   |
| 灰色   | 伊倉愛美、永島謙二郎、木村遼希、細川藍、千葉一磨         |
| 赤色   | 洸太レイシー、橋本甜歌、渡邊エリー、笠原拓巳、細田羅夢   |
| 緑色   | バーンズ勇気、木内江莉、一木有海、千秋レイシー、小関裕太 |

| 放送日          | 授業 | 授業                                                               | 出典    |
| --------------- | ---- | ------------------------------------------------------------------ | ------- |
| 2007年 02月19日 | 1    | 学級会 遅刻のいいわけ おこられないですむ遅刻のいいわけを考えよう   | [ 105 ] |
| 2007年 02月19日 | 2    | 図工 自由粘土 動物界でいちばん上手なサッカー選手を粘土で表現しよう | [ 105 ] |
| 2007年 02月20日 | 3    | 理科 ○○の頭の中 円グラフで人や動物の頭の中を分析しよう             | [ 106 ] |
| 2007年 02月20日 | 4    | 国語 漢字で表現 いろいろな言葉を漢字で表現しよう                   | [ 106 ] |

## やたら★めったら 地球未来研究所
2006年度の月曜日に放送。Dr.ゴルゴ所長の下、地球の未来の子供たちの為やたらめったら何でも研究するディベートコーナー。
| 2006年   | テーマ     | 提議者       | 研究員                                                               | 脚注    |
| -------- | ---------- | ------------ | -------------------------------------------------------------------- | ------- |
| 04月17日 | テスト     | 篠原愛実     | 木内江莉、大木梓彩、木村遼希、藤本七海、細川藍、笠原拓巳             | [ 107 ] |
| 05月08日 | 授業参観   | 洸太レイシー | バーンズ勇気、大木梓彩、伊倉愛美、渡邊エリー、一木有海、千葉一磨     | [ 108 ] |
| 06月12日 | お手伝い   | 永島謙二郎   | 篠原愛実、髙橋郁哉、渡邊エリー、千秋レイシー、小関裕太、藤田ライアン | [ 109 ] |
| 10月23日 | おかたづけ | 篠原愛実     | 洸太レイシー、藤本七海、細川藍、細田羅夢、千葉一磨、加藤ジーナ       | [ 110 ] |
| 11月13日 | 早起き     | 洸太レイシー | バーンズ勇気、篠原愛実、千秋レイシー、一木有海、小関裕太、加藤ジーナ | [ 111 ] |

## ワガママ放題!勝手議会 2006年度
| 年度別 | 2004 - 2005 - 2006 |

2006年度の月曜日に放送。
ユゲデールにある大会議場で、こどものこどもによるこどものための法律を作る。
議長は吉田永憲（レッド吉田）。賛成派と反対派がそれぞれの席に分かれて議論する。CGセットは2005年度から変更されている。
| 放送日          | 法案 | 注釈      | 出典    |
| --------------- | --- | --------- | ------- |
| 2006年 05月22日 | みんなが平等に色々なことを 経験するために 係や委員はくじ引きで決める 提出：木村遼希 採決：否決 2-5                            | [ 注 37 ] | [ 112 ] |
| 2006年 06月26日 | すべてのオトナは、こどもの自主性を尊重し、夏休みの宿題について あれこれ指図してはならない 提出：藤本七海 採決：否決 3-4       | [ 注 38 ] | [ 113 ] |
| 2006年 11月27日 | すべての大人はこどもを ほかのこどもと比べるのを禁ずる 提出：木内梨生奈 採決：否決 3-4                                         | [ 注 39 ] | [ 114 ] |
| 2007年 01月22日 | 仲のよい友だちとけんかしたときは、友情を壊さないため自分が悪くなくても 先に謝らなければならない 提出：一木有海 採決：否決 3-4 | [ 注 40 ] | [ 115 ] |

## 天てれ女子一輪車部
2006年度。「天てれ部活動」第1弾。活動内容は一輪車競技。

### 出演者
- 部長 - ゴルゴ松本（TIM）
- コーチ - 成田貴子（一輪車 元世界チャンピオン）
- 部員 - 加藤ジーナ、伊倉愛美、大木梓彩、木内江莉、細川藍、橋本甜歌、一木有海

### 放送日程
2006年度1学期の火曜日に放送。
|   | 初回放送日    | サブタイトル | 脚注    |
| - | ------------- | ------------ | ------- |
| 1 | 2006年4月11日 |              | [ 116 ] |
| 2 | 2006年4月25日 |              | [ 117 ] |
| 3 | 2006年5月16日 | 青森合宿     | [ 118 ] |
| 4 | 2006年5月30日 | マラソン大会 | [ 119 ] |
| 5 | 2006年6月20日 |              | [ 120 ] |
| 6 | 2006年7月04日 | 大会本番     | [ 121 ] |

### スペシャル
- 前編：2007年1月29日 月曜 [122]
- 後編：2007年1月30日 火曜 [123]

## 天てれ冒険部
2006年度。「天てれ部活動」第2弾。活動内容は冒険（野外活動）。

### 出演者
- コーチ - 林里砂
- 部員 - 永島謙二郎、高橋郁哉、日向滉一、大木梓彩、橋本甜歌、木内江莉

### 放送日程
2006年度2学期の火曜日に放送。
|   | 初回放送日     | サブタイトル              | 脚注    |
| - | -------------- | ------------------------- | ------- |
| 1 | 2006年09月05日 | 入部テスト                | [ 124 ] |
| 2 | 2006年09月12日 | 24時間で頂上にたどりつけ! | [ 125 ] |
| 3 | 2006年09月26日 | 手作りイカダ              | [ 126 ] |
| 4 | 2006年10月17日 | 手作りイカダ再び          | [ 127 ] |
| 5 | 2006年11月07日 | ロッククライミング        | [ 128 ] |
| 6 | 2006年11月21日 | 生きる                    | [ 129 ] |
| 7 | 2006年11月28日 | 幻の楽園へ 前編           | [ 130 ] |
| 8 | 2006年12月05日 | 幻の楽園へ 後編           | [ 131 ] |

### スペシャル
- 前編：2007年2月12日 月曜 [132]
- 後編：2007年2月13日 火曜 [133]

## 天てれミッション 2006年度
| 年度別 | 2005 - 2006 - 2007 - 2008 |

2006年度の火曜日に放送。てれび戦士が大人になるためにさまざまなミッションにチャレンジをする。
- 進行役：おんつ8世（声：久嶋志帆）

### 放送日程
| 初回放送日     | ミッション                          |
| -------------- | ----------------------------------- |
| 2006年04月18日 | 幻の日本記録に挑戦せよ あきかん積み |
| 2006年05月09日 | イルカと仲良くなってショーに出よ!   |
| 2006年05月23日 | 金山流サッカーで勝負! 竹馬サッカー  |
| 2006年06月13日 | 天てれオリジナルせんべいを作れ!     |
| 2006年06月27日 | 石を投げて世界記録を目指せ!         |
| 2006年09月19日 | 風船を使って素敵なショーに挑戦!     |
| 2006年10月10日 | 犬と心を通わせろ ディスクドッグ     |
| 2006年10月24日 | 手作りのケーキで人を喜ばせる        |
| 2006年11月14日 | 楽しく俳句づくり!                   |
| 2007年01月09日 | 大地にでっかい年賀状をかけ!         |

### あきかん積み
- ミッション：幻の日本記録に挑戦せよ
- 競技：あきかん積み
日本子どもチャレンジランキング連盟認定日本一記録26本（高さ3m45cm）
- 放送日
  - 本放送：2006年04月18日 火曜 [134]
  - 再放送：2006年08月10日 木曜 [135]
- 場所：東京都品川区
- 指導：神野哲也

| てれび戦士 | 記録 |
| ---------- | ---- |
| 永島謙二郎 | 17本 |
| 川﨑樹音   | 20本 |

### イルカショー
- ミッション：イルカと仲良くなってショーに出よ!
- 放送日
  - 本放送：2006年05月09日 火曜 [136]
  - 再放送：2006年06月08日 木曜 [137]
- 場所：静岡県下田市 下田海中水族館
- てれび戦士：篠原愛実、笠原拓巳

### 竹馬サッカー
- ミッション：金山流サッカーで勝負!
- 競技：竹馬サッカー
- 放送日
  - 本放送：2006年05月23日 火曜 [138]
  - 再放送：2006年08月21日 月曜 [139]
- 場所：宮城県伊具郡丸森町 丸森町立金山小学校
- 指導：松井勇樹
- てれび戦士：バーンズ勇気、永島謙二郎、高橋郁哉、木村遼希、藤田ライアン

### せんべい
- ミッション：天てれオリジナルせんべいを作れ!
- 放送日
  - 本放送：2006年06月13日 火曜 [140]
  - 再放送：2006年07月13日 木曜 [141]
- 場所：埼玉県草加市
- 指導：田倉亮一
- てれび戦士：細田羅夢、千秋レイシー

### 石で水切り
- ミッション：石を投げて世界記録を目指せ!
- 競技：水切り（世界記録38回）
- 放送日
  - 本放送：2006年06月27日 火曜 [142]
  - 再放送：2006年08月22日 火曜 [143]
- 場所：埼玉県熊谷市 荒川
- 指導：森川寛

| てれび戦士 | 1    | 2    | 3    |
| ---------- | ---- | ---- | ---- |
| 日向滉一   | 24回 | 22回 | 20回 |
| 川﨑樹音   | 01回 | 01回 | 26回 |

### 風船ショー
- ミッション：風船を使って素敵なショーに挑戦!
- 放送日：2006年09月19日 火曜 [144]
- 場所：東京都葛飾区 あすなろ幼稚園
- 指導：マジカルTOM
- てれび戦士：藤本七海、千葉一磨

### ディスクドッグ
- ミッション：犬と心を通わせろ
- 競技：ディスクドッグ
- 放送日
  - 本放送：2006年10月10日 火曜 [145]
  - 再放送：2006年12月27日 水曜 [146]
- 大会会場：埼玉県さいたま市桜区 秋ヶ瀬公園
- 指導：関口行広
- てれび戦士：伊倉愛美、藤田ライアン

### 手作りケーキ
- ミッション：手作りのケーキで人を喜ばせる
- 放送日
  - 本放送：2006年10月24日 火曜 [147]
  - 再放送：2006年12月25日 月曜 [148]
- 指導：魵澤信次（パティシエ）

| てれび戦士 | 作品                         |
| ---------- | ---------------------------- |
| 渡邊エリー | 秋のびっくりチョコケーキ     |
| 木村遼希   | いちじくたっぷりロールケーキ |

### 俳句
- ミッション：楽しく俳句づくり!
- 放送日
  - 本放送：2006年11月14日 火曜 [149]
  - 再放送：2007年01月23日 火曜 [150]
- 場所：愛媛県松山市 庚申庵
- 指導：夏井いつき
- てれび戦士：一木有海、小関裕太

### 地上絵で巨大年賀状
- ミッション：大地にでっかい年賀状をかけ!
- 内容：地上絵の作成
- 放送日
  - 本放送：2007年01月09日 火曜 [151]
  - 再放送：2007年02月08日 木曜 [152]
- 場所：千葉県成田市 成田ゆめ牧場
- 指導：蓬田浩一
- てれび戦士：川﨑樹音、小関裕太、藤田ライアン、千葉一磨

## 知識の泉
2006年4月5日 - 2007年1月22日に放送。てれび戦士が昔から伝わることわざについて当てるコーナー。ちなみにお題は全てひらがなで表示され、区切りも明白にされていない状態で出された。
| 初回放送日     | ことわざ                     | てれび戦士                         | 脚注    |
| -------------- | ---------------------------- | ---------------------------------- | ------- |
| 2006年04月05日 | あつものにこりてなますをふく | 篠原愛実、大木梓彩、藤本七海       | [ 153 ] |
| 2006年04月19日 | とらぬたぬきのかわざんよう   | 川﨑樹音、笠原拓巳、千葉一磨       | [ 154 ] |
| 2006年05月22日 | いうはやすくおこなうはかたし | バーンズ勇気、渡邊エリー、伊倉愛美 | [ 112 ] |
| 2006年05月23日 | かんなんなんじをたまにす     | 洸太レイシー、加藤ジーナ、細田羅夢 | [ 138 ] |
| 2006年06月26日 | ごまめのはぎしり             | 千秋レイシー、渡邊エリー、髙橋郁哉 | [ 113 ] |
| 2006年06月28日 | つめにひをともす             | 永島謙二郎、細田羅夢、小関裕太     | [ 155 ] |
| 2006年09月18日 | へたのよこずき               | バーンズ勇気、髙橋郁哉、 川﨑樹音  | [ 87 ]  |
| 2006年09月19日 | へそでちゃをわかす           | 藤本七海、細田羅夢、藤田ライアン   | [ 144 ] |
| 2006年10月10日 | とどのつまり                 | 大木梓彩、髙橋郁哉、橋本甜歌       | [ 145 ] |
| 2006年10月24日 | ○心あれば□心                 | バーンズ勇気、渡邊エリー、千葉一磨 | [ 147 ] |
| 2006年11月28日 | まくらをたかくしてねる       | 千秋レイシー、一木有海、加藤ジーナ | [ 130 ] |
| 2006年12月04日 | ししそんそん                 | 大木梓彩、髙橋郁哉、渡邊エリー     | [ 156 ] |
| 2007年01月22日 | ふくすいぼんにかえらず       | 洸太レイシー、細川藍、川﨑樹音     | [ 115 ] |

## もしもし!街の絵描きさん
2006年4月17日 - 2007年1月9日に放送。街の絵描き屋に扮するてれび戦士が出されたお題の絵を描くコーナー。司会のCGキャラクターのみみぃに一番気に入られた絵は彼女が買ってくれるという設定。
| 初回放送日     | お題             | てれび戦士                       | 脚注    |
| -------------- | ---------------- | -------------------------------- | ------- |
| 2006年04月17日 | らいおんたまりん | 大木梓彩、川﨑樹音、藤田ライアン | [ 107 ] |
| 2006年04月18日 | おひょう         | 篠原愛実、細川藍、千葉一磨       | [ 134 ] |
| 2006年05月09日 | あるぱか         | 木村遼希、藤本七海、藤田ライアン | [ 136 ] |
| 2006年05月10日 | うみうし         | 木内江莉、細川藍、笠原拓巳       | [ 157 ] |
| 2006年06月12日 | わおきつねざる   | 日向滉一、木内梨生奈、小関裕太   | [ 109 ] |
| 2006年06月14日 | ぶいやべーす     | 髙橋郁哉、千秋レイシー、千葉一磨 | [ 158 ] |
| 2006年09月20日 | おじさん         | 洸太レイシー、伊倉愛美、一木有海 | [ 159 ] |
| 2006年10月25日 | たこのまくら     | バーンズ勇気、篠原愛実、千葉一磨 | [ 160 ] |
| 2006年11月13日 | ドリアン         | 一木有海、永島謙二郎、渡邊エリー | [ 111 ] |
| 2006年11月15日 | ザーサイ         | 木内江莉、伊倉愛美、日向滉一     | [ 161 ] |
| 2006年11月29日 | かものはし       | バーンズ勇気、篠原愛実、伊倉愛美 | [ 162 ] |
| 2007年01月09日 | オトメダカラ     | 木内江莉、橋本甜歌、日向滉一     | [ 151 ] |

## お悩み解決 カリスマ占い師
2006年5月8日 - 6月13日に放送。視聴者から寄せられた相談に、てれび戦士が答えるコーナー。
| 2006年   | テーマ                                         | てれび戦士                       | 脚注    |
| -------- | ---------------------------------------------- | -------------------------------- | ------- |
| 05月08日 | どうしたらジャンケンが強くなりますか           | 篠原愛実、木内江莉、藤田ライアン | [ 108 ] |
| 05月24日 | どうしたら好きな子の気を引けますか?            | 木村遼希、笠原拓巳、藤田ライアン | [ 163 ] |
| 06月13日 | お母さんの掃除機の音でテレビの音が聞こえません | バーンズ勇気、篠原愛実、髙橋郁哉 | [ 140 ] |

## おしえて!お宝鑑定人!
2006年6月27日 - 2007年1月10日に放送。てれび戦士がある物を見て、何であるかを当てるコーナー。
| 初回放送日     | お宝           | てれび戦士                         | 脚注    |
| -------------- | -------------- | ---------------------------------- | ------- |
| 2006年06月27日 | 心太突き       | 木内梨生奈、川﨑樹音、千葉一磨     | [ 142 ] |
| 2006年07月10日 | 墨つぼ         | 篠原愛実、永島謙二郎、藤田ライアン | [ 164 ] |
| 2006年10月23日 | ビードロ       | 篠原愛実、日向滉一、橋本甜歌       | [ 110 ] |
| 2006年11月14日 | 口琴           | 大木梓彩、髙橋郁哉、伊倉愛美       | [ 149 ] |
| 2006年11月27日 | バリカン       | 細田羅夢、千葉一磨、千秋レイシー   | [ 114 ] |
| 2007年01月08日 | ハエ取りリボン | 伊倉愛美、細川藍、笠原拓巳         | [ 32 ]  |
| 2007年01月10日 | くるみ割り人形 | 永島謙二郎、藤本七海、加藤ジーナ   | [ 165 ] |

## ハーフミニッツショー
ハーフミニッツショー（A HALF MINUTE SHOW）は、2006年度に放送された1分枠のコーナー。てれび戦士が30秒の時間の中でお笑いのネタを披露する。それを見ていたTIMのどちらか一方が感想を言う。
| 2006年   | 回 | TIM    | てれび戦士                     | ネタ                    | 注釈      |
| -------- | -- | ------ | ------------------------------ | ----------------------- | --------- |
| 04月05日 | 01 | ゴルゴ | 笠原拓巳                       | 釣り 鏡                 | [ 注 41 ] |
| 04月05日 | 02 | レッド | 千秋レイシー                   | 責任者出てこい!         | [ 注 42 ] |
| 04月17日 | 03 | レッド | 藤本七海                       | ダジャレ                | [ 注 43 ] |
| 04月18日 | 04 | ゴルゴ | 藤田ライアン                   | ねちゃったよ            | [ 注 44 ] |
| 04月19日 | 05 | ゴルゴ | 細川藍                         | 学級会                  | [ 注 45 ] |
| 05月08日 | 06 | レッド | 細田羅夢                       | 料理しながら調理した    | [ 注 46 ] |
| 05月09日 | 07 | ゴルゴ | 川﨑樹音                       | リンカンダンス          | [ 注 47 ] |
| 05月10日 | 08 | レッド | 大木梓彩                       | 信号機                  | [ 注 48 ] |
| 05月10日 | 09 | ゴルゴ | 洸太レイシー                   | もののものまね          | [ 注 49 ] |
| 05月22日 | 10 | レッド | 一木有海                       | ものまね水族館          | [ 注 50 ] |
| 05月23日 | 11 | ゴルゴ | 渡邊エリー                     | ローング鼻毛            | [ 注 51 ] |
| 05月24日 | 12 | ゴルゴ | 伊倉愛美                       | 愛美の五七五            | [ 注 52 ] |
| 05月24日 | 13 | レッド | 加藤ジーナ                     | ジーナの告白            | [ 注 53 ] |
| 06月05日 | 14 | レッド | 小関裕太                       | レッドさんカモン!ダンス | [ 注 54 ] |
| 06月06日 | 15 | ゴルゴ | 橋本甜歌                       | ドンマイ、ドンマイ!     | [ 注 55 ] |
| 06月07日 | 16 | レッド | 千葉一磨                       | 甜歌がまてんか          | [ 注 56 ] |
| 06月12日 | 17 | レッド | バーンズ勇気                   | 腹筋                    | [ 注 57 ] |
| 06月13日 | 18 | ゴルゴ | 木村遼希                       | モノマネ選手権          | [ 注 58 ] |
| 06月14日 | 19 | ゴルゴ | 木内梨生奈                     | ラッパーの人生          | [ 注 59 ] |
| 06月14日 | 20 | レッド | 篠原愛実                       | つぐみお姉さん          | [ 注 60 ] |
| 06月26日 | 21 | ゴルゴ | 日向滉一                       | バレエダンサー          | [ 注 61 ] |
| 06月27日 | 22 | ゴルゴ | 永島謙二郎                     | ハズカシー              | [ 注 62 ] |
| 06月28日 | 23 | レッド | 木内江莉                       | いつのまにかYO!YO!      | [ 注 63 ] |
| 06月28日 | 24 | レッド | 髙橋郁哉                       | 郁哉の「家族日記」      | [ 注 64 ] |
| 09月19日 | 25 | ゴルゴ | 細田羅夢                       | 羅夢のひとり言          | [ 注 65 ] |
| 09月20日 | 26 | ゴルゴ | 一木有海                       | 虫むしラップ            | [ 注 66 ] |
| 09月20日 | 27 | ゴルゴ | 細川藍                         | ハイポーズ!             | [ 注 67 ] |
| 10月10日 | 28 | ゴルゴ | 笠原拓巳                       | 星座 告白               | [ 注 68 ] |
| 10月11日 | 29 | レッド | 藤本七海、木内梨生奈、一木有海 | トリオ漫才              | [ 注 69 ] |
| 10月23日 | 30 | レッド | 笠原拓巳                       | なぞなぞ 動物園         | [ 注 70 ] |
| 10月24日 | 31 | レッド | 篠原愛実、伊倉愛美             | コンビ漫才              | [ 注 71 ] |
| 10月25日 | 32 | レッド | 千葉一磨                       | マジック                | [ 注 72 ] |
| 10月25日 | 33 | レッド | 細田羅夢、加藤ジーナ           | 形態模写?「花火」       | [ 注 73 ] |
| 11月14日 | 34 | ゴルゴ | 一木有海、加藤ジーナ           | 英会話教室              | [ 注 74 ] |
| 11月15日 | 35 | ゴルゴ | 千秋レイシー                   | 責任者出てこい!2        | [ 注 75 ] |
| 11月15日 | 36 | ゴルゴ | 細川藍                         | しょうがないじゃん!     | [ 注 76 ] |
| 11月27日 | 37 | ゴルゴ | 伊倉愛美                       | ひとり運動会            | [ 注 77 ] |
| 11月28日 | 38 | ゴルゴ | 笠原拓巳                       | 笠Pラップ               |           |
| 2007年   | 回 | TIM    | てれび戦士                     | ネタ                    | 注釈      |
| 01月22日 | 39 | レッド | 木村遼希、加藤ジーナ           | 先輩と後輩              |           |
| 01月23日 | 40 | ゴルゴ | 木村遼希                       | ヒーロー                |           |
| 01月24日 | 41 | ゴルゴ | 伊倉愛美                       | ひとりお正月            | [ 注 78 ] |
| 01月24日 | 42 | ゴルゴ | 加藤ジーナ                     | ハイテンションSHOW      |           |
| 02月05日 | 43 | レッド | 千葉一磨                       | 怪獣を倒せ!             |           |
| 02月05日 | 44 | レッド | バーンズ勇気、渡邊エリー       | 知っとるわ!じいちゃん   | [ 注 79 ] |
| 02月05日 | 45 | レッド | 橋本甜歌、木内江莉             | 証明写真                |           |
| 02月06日 | 46 | レッド | 渡邊エリー、千葉一磨           | 夫婦漫才                |           |
| 02月06日 | 47 | レッド | 日向滉一                       | monoモノマネ            |           |
| 02月06日 | 48 | レッド | 伊倉愛美、一木有海             | スイッチ                |           |

## 天てれ季節外れの大運動会

### 基礎情報
- 放送日：2007年3月5日 - 2007年3月7日（月曜 - 水曜）
- コーナーロゴ：天てれ季節外れの大運動会
- 会場看板：ユゲデール杯争奪 天てれ大運動会
優勝チームに授与されるのは「杯」ではなく「旗」である。

### 出演者
- 司会：井上マー、山口美沙
- ジョーキマホーンズ（緑黒）
  - ゴルゴ松本（ゴルゴ団長）
  - 洸太レイシー、永島謙二郎、木村遼希、日向滉一、笠原拓巳、藤田ライアン
  - 伊倉愛美、橋本甜歌、木内梨生奈、細川藍、渡邊エリー、川﨑樹音
- スチームナイツ（赤）
  - レッド吉田（レッド司令）
  - バーンズ勇気、髙橋郁哉、千秋レイシー、小関裕太、千葉一磨
  - 篠原愛実、大木梓彩、木内江莉、一木有海、藤本七海、細田羅夢、加藤ジーナ

### 1日目（2007年3月5日放送）
第一競技 大玉くん胴上げダッシュ!
大玉送りと100メートル競走の合体版。大玉くんを落とさないように胴上げしながら100メートルを走る。
第二競技 放課後コロシアム頂上決戦!
2006年度の放課後コロシアムで行われた3競技を「うまとびパス7」「ぐるぐる棒ダッシュ」「ロープダッシュ20」の順番で連続して行うタイムアタック。各競技にてれび戦士が4人ずつ参加、リーダー（TIM）をバトン代わりに5人体制で行う。
|                    | 先攻 スチームナイツ                     | 後攻 ジョーキマホーンズ                     |
| ------------------ | --------------------------------------- | ------------------------------------------- |
| リーダー           | レッド吉田                              | ゴルゴ松本                                  |
| うまとびパス7      | 木内江莉 千秋レイシー 一木有海 小関裕太 | 日向滉一 木村遼希 木内梨生奈 笠原拓巳       |
| ぐるぐる棒ダッシュ | 髙橋郁哉 藤本七海 細田羅夢 加藤ジーナ   | 永島謙二郎 細川藍 渡邊エリー 川﨑樹音       |
| ロープダッシュ20   | バーンズ勇気 篠原愛実 大木梓彩 千葉一磨 | 洸太レイシー 橋本甜歌 伊倉愛美 藤田ライアン |
| タイム             | 52秒25                                  | 50秒90                                      |

### 2日目（2007年3月6日放送）
第一競技 ツール・ド・三輪車!
1組2名が三輪車で30メートルをリレーする。
| 順位 | チーム   | 第一走者   | 第二走者 |
| ---- | -------- | ---------- | -------- |
| 1位  | SK中学生 | 大木梓彩   | 髙橋郁哉 |
| 2位  | JM小学生 | 笠原拓巳   | 川﨑樹音 |
| 3位  | JM中学生 | 永島謙二郎 | 伊倉愛美 |
| 4位  | SK小学生 | 藤本七海   | 千葉一磨 |
第二競技 朝寝坊登校ダッシュ!
お寝坊さんてれび戦士が出場する障害物競走。
1. 洗面器で顔を洗う
2. 制服を着る
学ラン上着、ボタン閉め忘れ1個3P減点
3. ランドセルにノートを詰める

| 順位 | チーム | てれび戦士   | 減点 |
| ---- | ------ | ------------ | ---- |
| 1位  | SK男子 | バーンズ勇気 | –6P  |
| 2位  | SK女子 | 篠原愛実     | –3P  |
| 3位  | JM女子 | 橋本甜歌     | なし |
| 4位  | JM男子 | 藤田ライアン | なし |
第三競技 全員!むかでレース!
チーム全員で行う100メートルのムカデ競走。障害物「ロープくぐり」が一か所ある。

### 3日目（2007年3月7日放送）
第一競技 何でも応援合戦!
チーム全員が山口美沙を応援。より癒したほうの勝利。
テーマ「失恋した美沙（ウソです）を応援!」
第二競技 ドッジボール王選手権!
全員参加のドッジボール対決。
最終競技 つなひきMAX!
綱引き一本勝負で最終決戦。

### 最終結果
| 競技                      | JM | SK |
| ------------------------- | -- | -- |
| 大玉くん胴上げダッシュ!   | –2 | 08 |
| 放課後コロシアム頂上決戦! | 10 | 0  |
| ツール・ド・三輪車!       | 05 | 05 |
| 朝寝坊登校ダッシュ!       | –5 | 06 |
| 全員!むかでレース!        | 10 | 0  |
| 何でも応援合戦!           | 10 | 0  |
| ドッジボール王選手権!     | 0  | 10 |
| 7競技 合計                | 28 | 29 |
| つなひきMAX!              | 負 | 勝 |

- 総合優勝：スチームナイツ
- 授与：優勝旗「勇者の旗」

## チャイルドスターを救え!未来はボクらのもの
番組名
天才てれびくんMAXスペシャル in NHKホール チャイルドスターを救え!未来はボクらのもの
放送日時
- 60分版
  - 2006年09月18日 月曜09:00 - 10:00 本放送 敬老の日
  - 2006年12月31日 日曜17:45 - 18:45 再放送 大晦日
- 再放送（全2回 通常放送枠）
  - 2007年03月12日 月曜18:20 - 18:55
  - 2007年03月13日 火曜18:20 - 18:55

収録会場
2006年8月5日 東京都渋谷区 NHKホール 2回公演
入場者：第1回 2973人 / 第2回 2887人
あらすじ
ユゲデールに惑星チャイルドスターからSOS信号が届き、さっそくチャイルドスターに到着。そこでワルサとチカラが経営するパラダイスパークに向かうが、彼らの正体は子供たちの生きる希望のエネルギーを奪い取りドリンク剤にして販売する金儲けを企んでいた悪の商人で、騙されたてれび戦士たちは次々に捕まってしまう。
出演者
- スチームナイツ
  - バーンズ勇気
  - 篠原愛実
  - 髙橋郁哉
  - 木内江莉
  - 大木梓彩
  - 千秋レイシー
  - 一木有海
  - 藤本七海
  - 小関裕太
  - 千葉一磨
  - 細田羅夢
  - 加藤ジーナ
  - レッド司令（レッド吉田）
- ジョーキマホーンズ
  - 洸太レイシー
  - 永島謙二郎
  - 伊倉愛美
  - 橋本甜歌
  - 木村遼希
  - 日向滉一
  - 木内梨生奈
  - 細川藍
  - 渡邊エリー
  - 笠原拓巳
  - 藤田ライアン
  - 川﨑樹音
  - ゴルゴ団長（ゴルゴ松本）
- 惑星チャイルドスター
  - 女王ミーサ（山口美沙）
  - マーサ（井上マー）
- 悪の商人
  - ワルサ・タクラーム（楠本柊生）
  - チカラ・カイリキ（川田利明）
- 声の出演
  - おんつ8世（久嶋志帆）

オリジナル曲
- 「ラクラクハッピー!」（作詞・作曲：塚田良平）

歌
1. 「ダンゼン!未来」てれび戦士2006
2. 「ラクラクハッピー!」洸太レイシー、永島謙二郎、伊倉愛美、橋本甜歌、木村遼希、日向滉一、木内梨生奈、細川藍、渡邊エリー、笠原拓巳、藤田ライアン
3. 「ユウキスイッチ」 バーンズ勇気
4. 「誕生日のうた2006」バーンズ勇気、篠原愛実、木内梨生奈、細田羅夢、川﨑樹音
5. 「ダンゼン!未来」てれび戦士2006

スタッフ
- 脚本：金杉弘子
- 振付：T-ASADA
- 歌唱指導：塚田良平
- ハンドベル指導：長岡章
- 殺陣指導：トクナガヒデカツ
- CG制作：伊原玄一
- 技術：菅谷将信
- 撮影：林克明
- 照明：池田吉隆
- 音声：赤木隆司
- 映像技術：大谷敬亮
- 美術：中川晃
- 編集：大泉渉
- 音響効果：安田佳一
- 演出：高﨑健太、村上貴英
- 制作統括：大谷聡

出典